# Teja vidriada de Borgoña

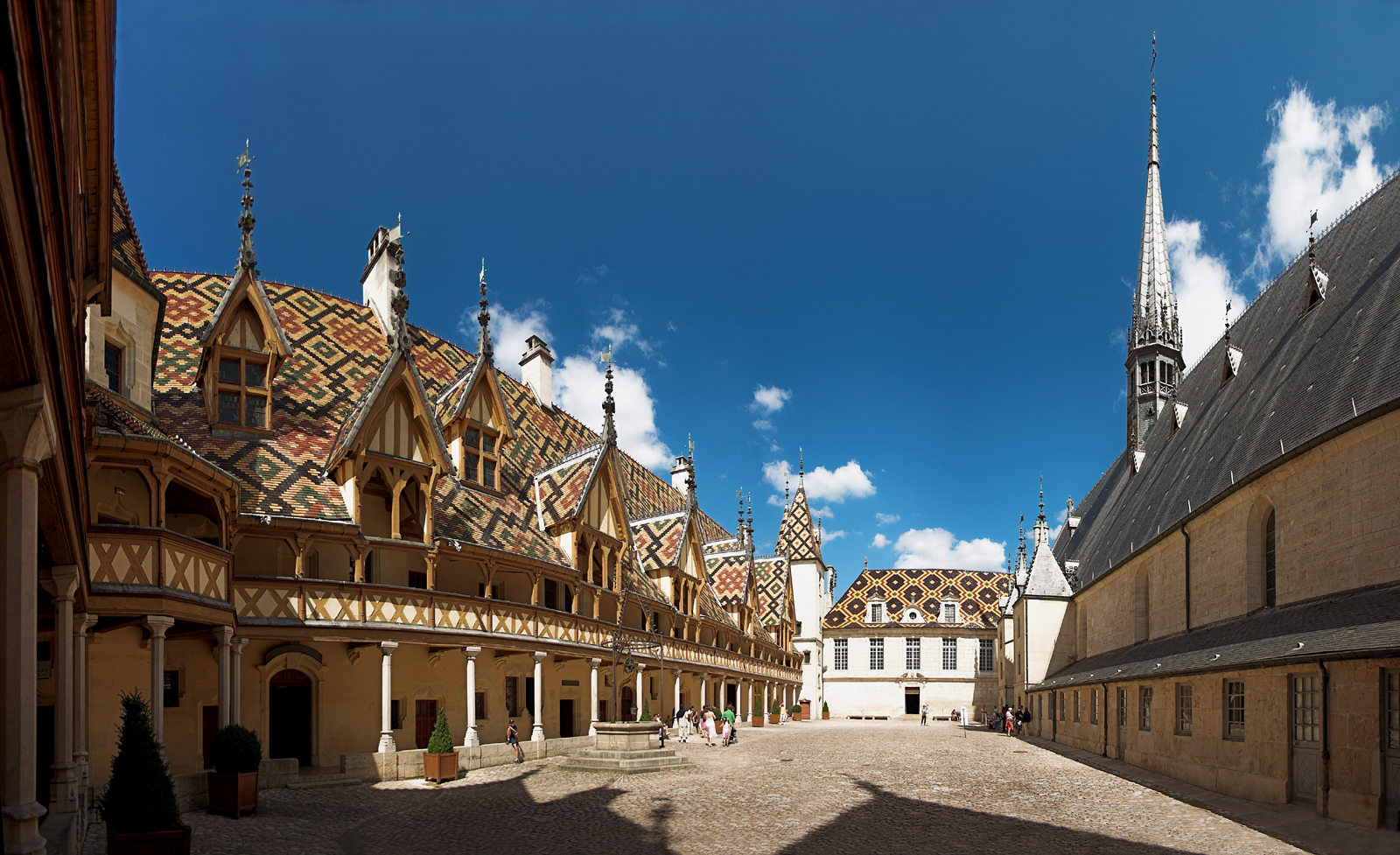
Los Hospices de Beaune (siglo XV). Los tejados multicolores de este célebre Hôtel-Dieu de estilo gótico flamígero son uno de los símbolos de la Borgoña.

La teja esmaltada o vidriada de Borgoña (en francés: tuile vernissée de Bourgogne) es uno de los elementos históricos de la arquitectura vernácula tradicional regional de Borgoña. Variante entre otras de las tejas alsacianas y de los campanarios «comtois», los tejados cubiertos con tejas policromadas planas vitrificadas coloreadas formando dibujos en forma de diamante son uno de los símbolos de la Borgoña.

## Historia
Las tejas planas esmaltadas existían ya en las regiones de la Île-de-France y de Normandía a finales del siglo XII. Era la aplicación tanto a las tejas como a las baldosas de piso de una técnica ya conocida por los romanos que usaban para la elaboración de cerámica culinaria de lujo. El uso de estas tejas se desarrolló en Borgoña a principios del siglo XIV.  El Hôtel-Dieu de Tonnerre fundado por la condesa Margarita de Borgoña-Tonnerre fue cubierto así en 1295.  Los motivos son diferentes dependiendo de la manera en que se disponen las tejas en los tejados.

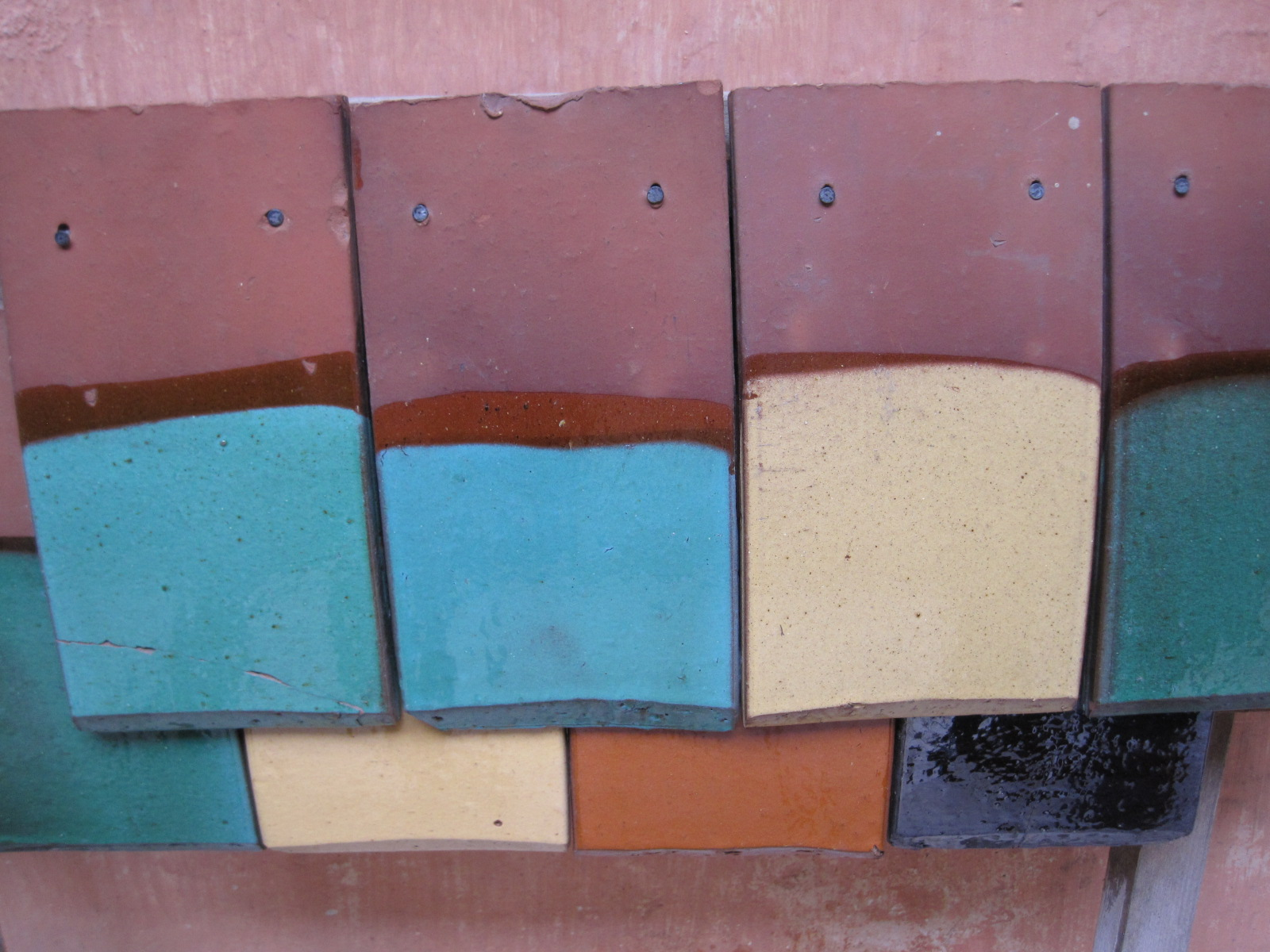
Teja esmaltada
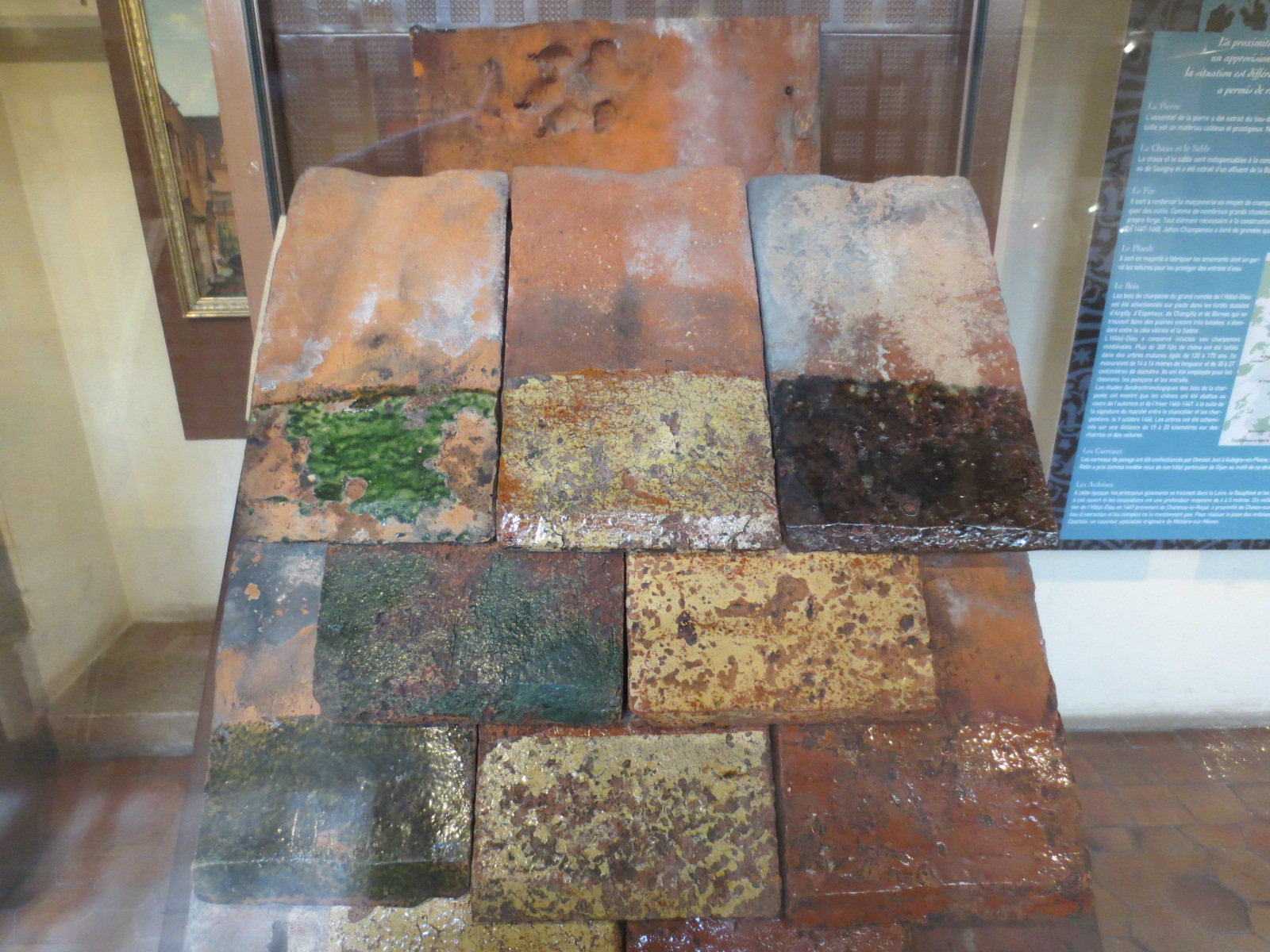
Antiguas tejas del museo de los  hospices de Beaune
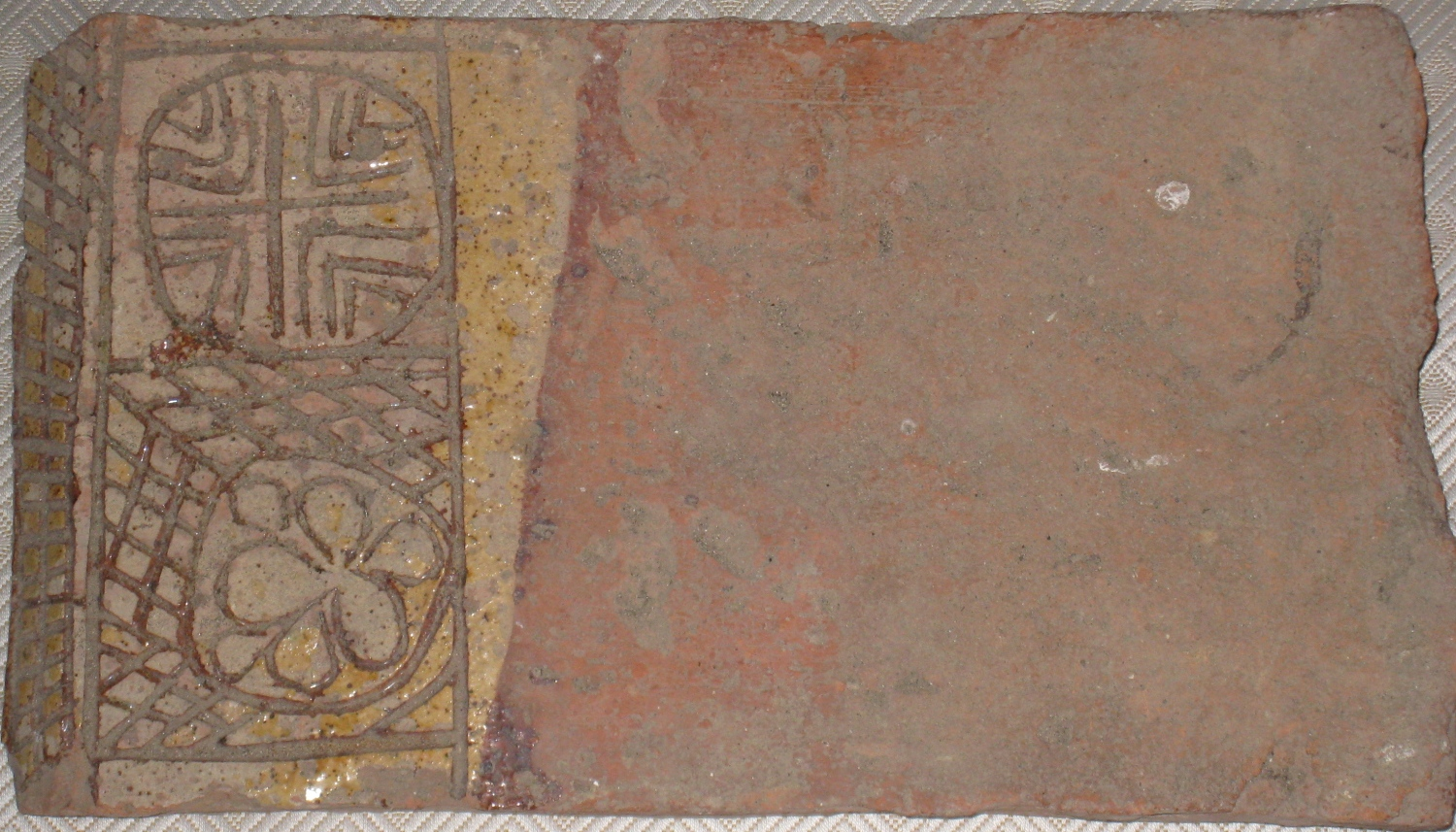
Teja decorada
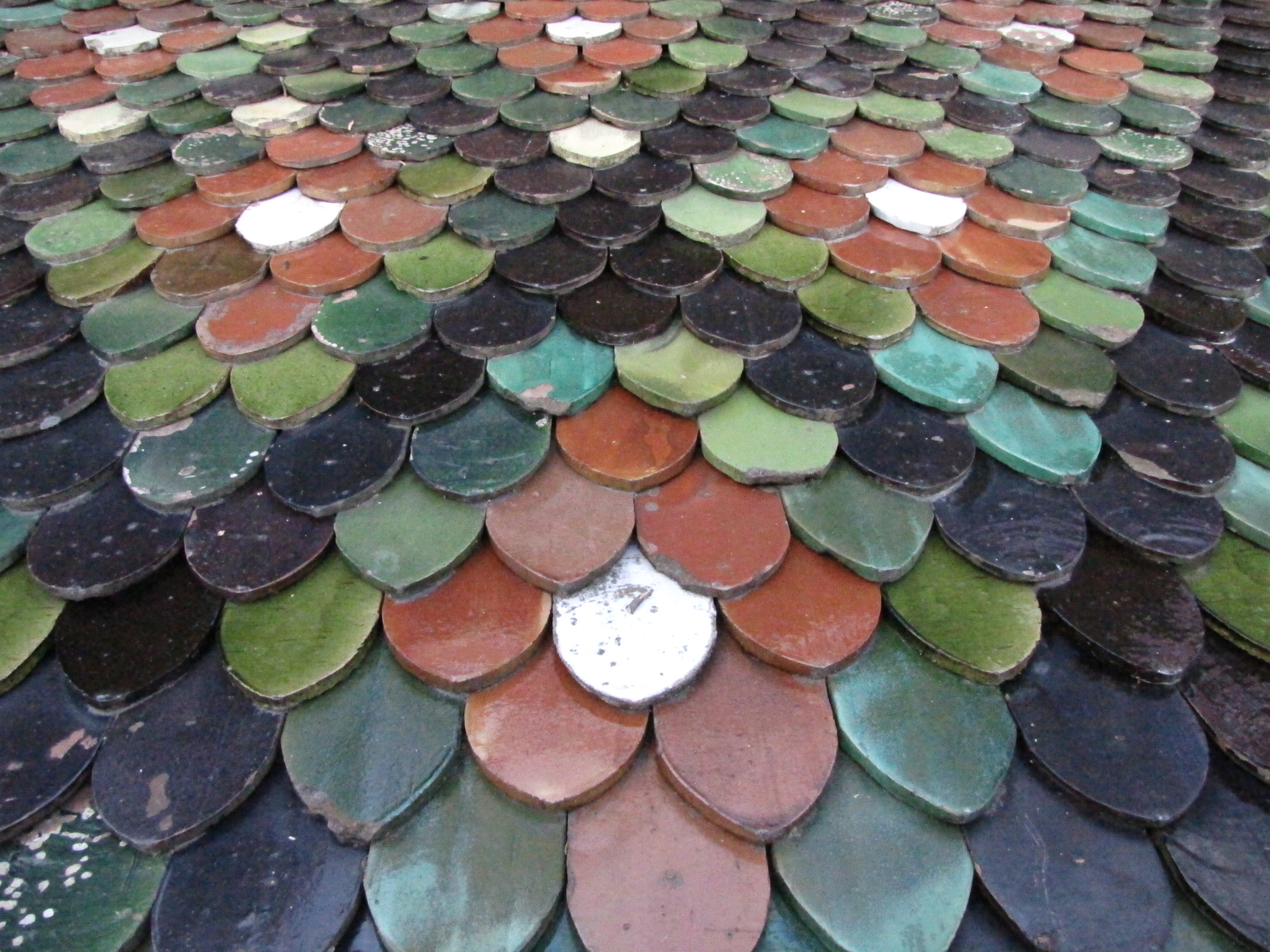
Variante: teja alsaciana esmaltada de la colegiata de Neuchâtel
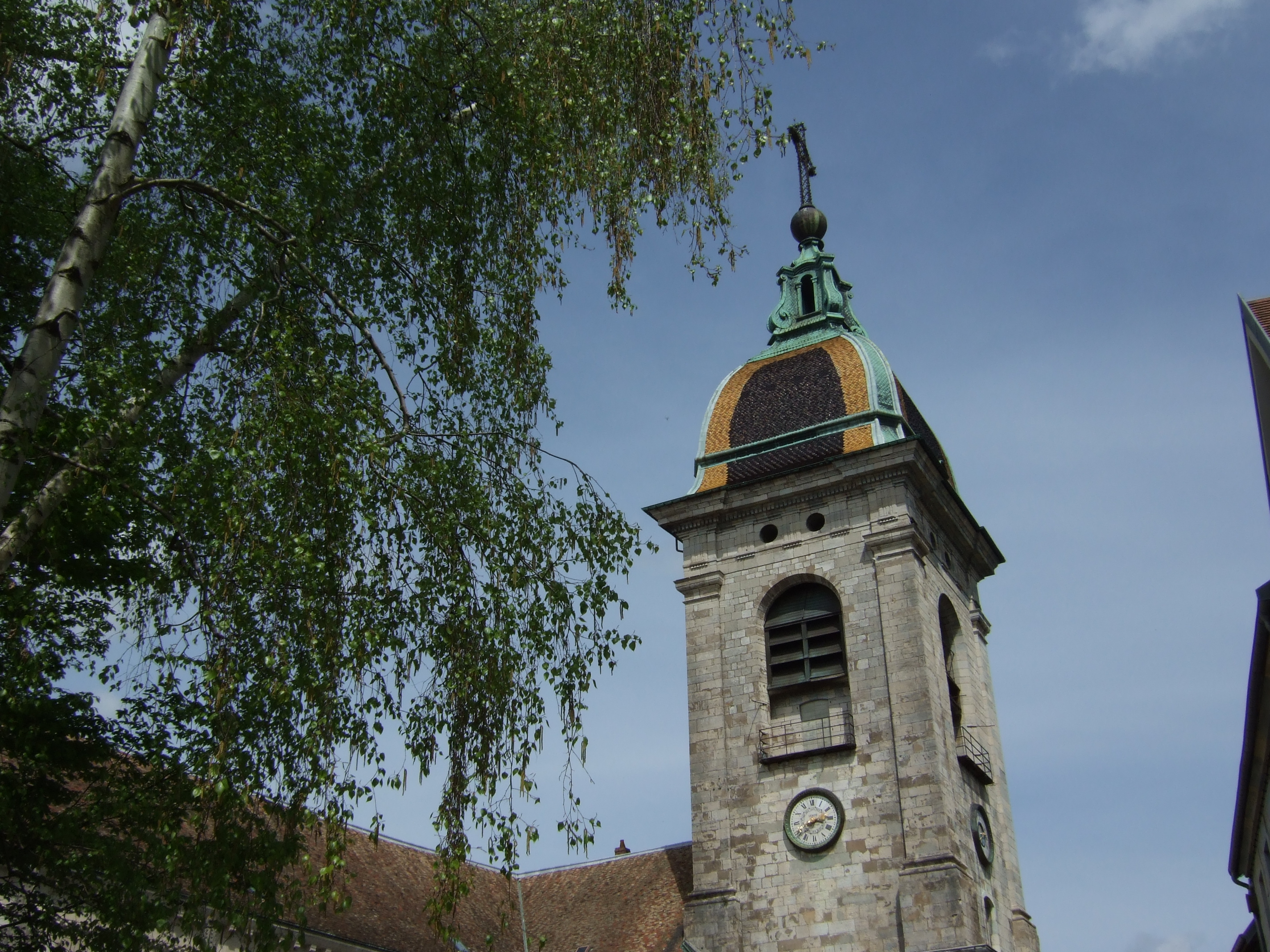
Variante: campanario condal de la Catedral de Besançon

## Fabricación
Las tejas de terracota se recubren con un esmalte a base de plomo o de estaño y toman su color después de la cocción. También son conocidas como tejas plombeadas o vitrificadas. Las sales de plomo dan un barniz, recocido cuando en la segunda cocción las sales se funden y dan la apariencia vitrificada. Mediante la combinación con otras sales minerales, se obtienen diferentes tintes: amarillo, naranja, verde, rojo, marrón oscuro.
En Francia, pocas empresas poseen la técnica para lograr este tipo de tejas: la tejera Blache en  Loire-sur-Rhône, el tejera Aléonard en Pontigny, la tejera  Laurent en Thil-la-Ville, comuna de  Nan-sous-Thil...

## Algunos tejados policromados esmaltados con motivos en Borgoña

Edificios en Dijon
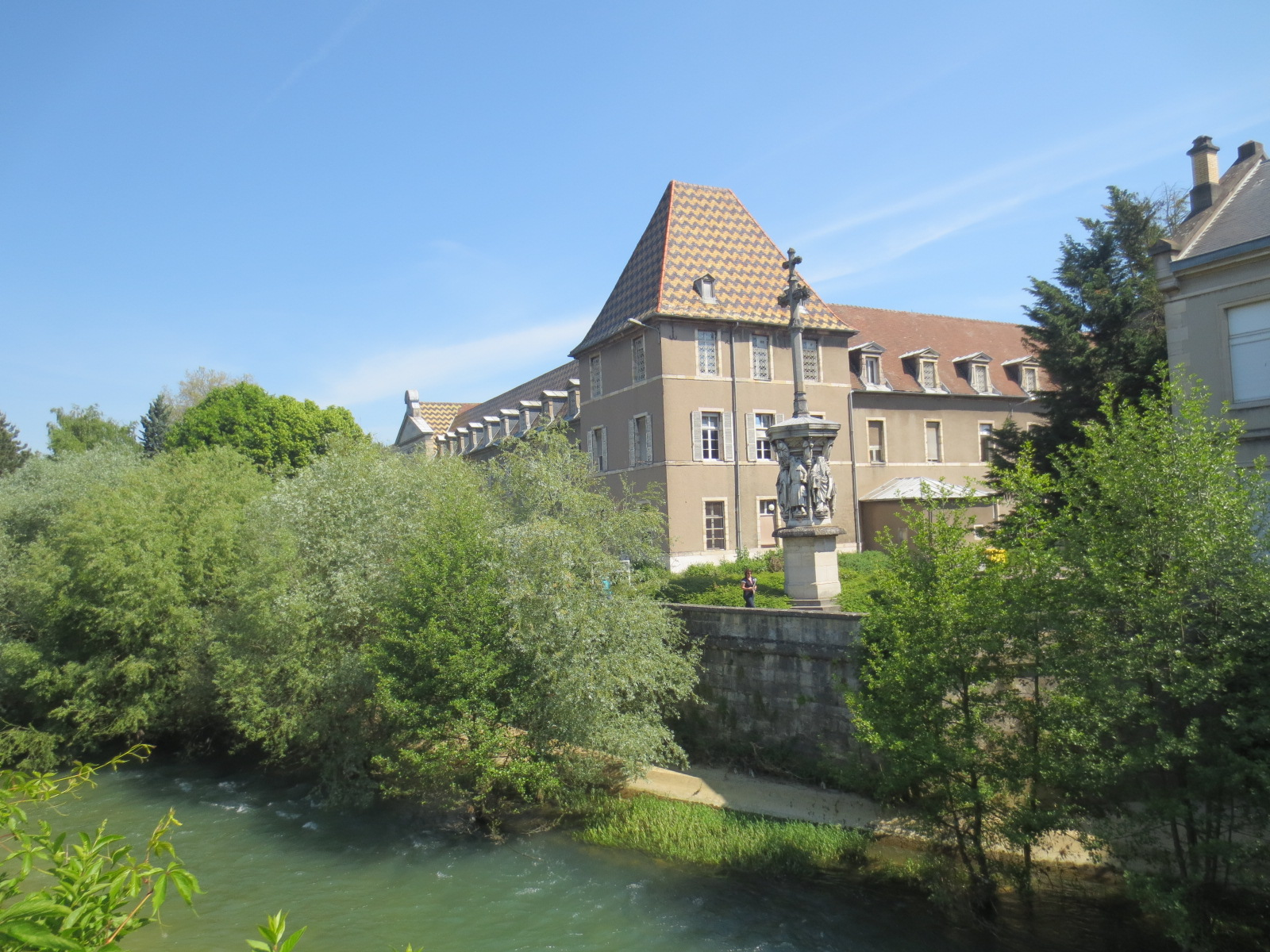
Hospital General de Dijon
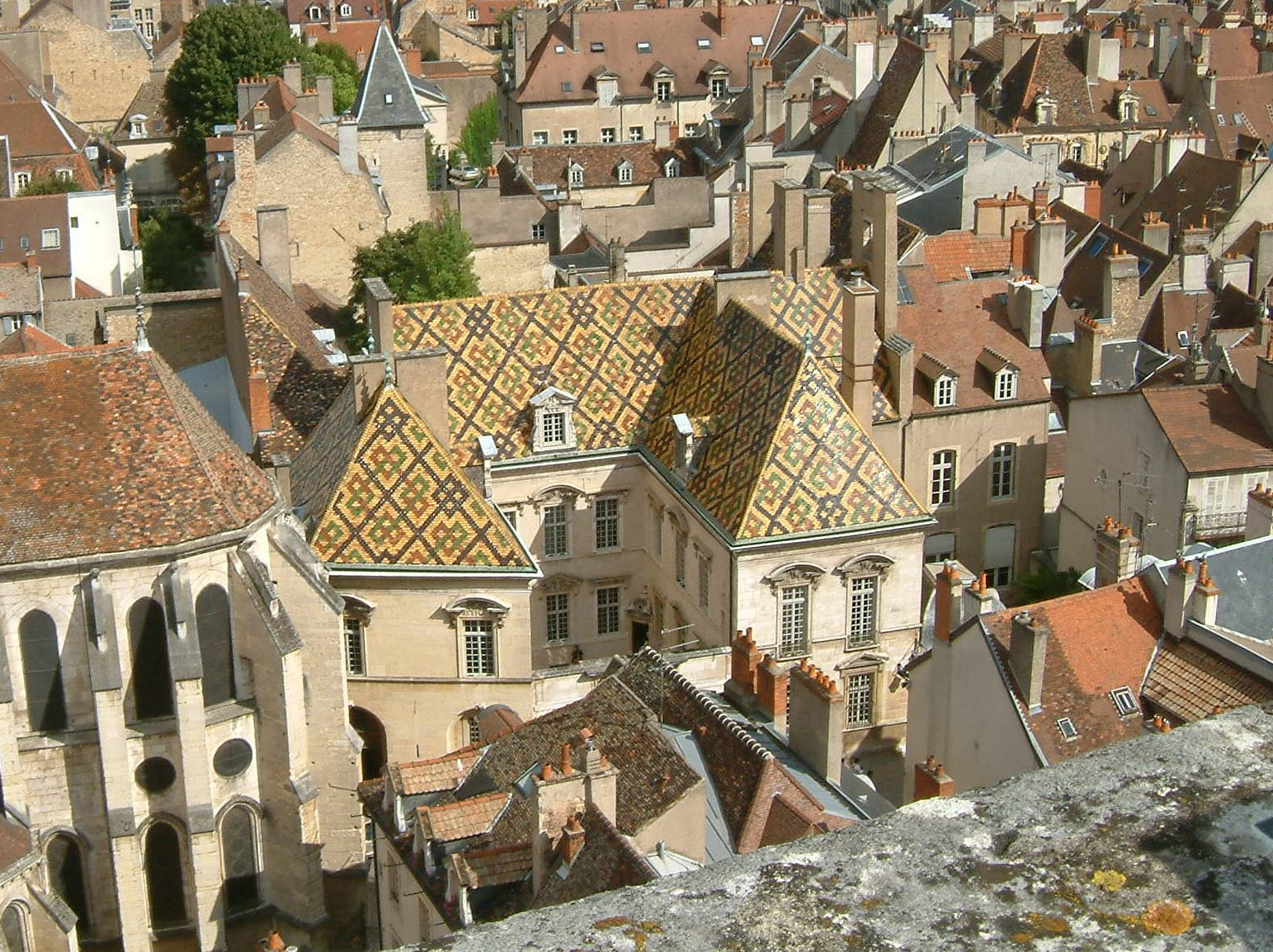
Hôtel de Vogüé en Dijon
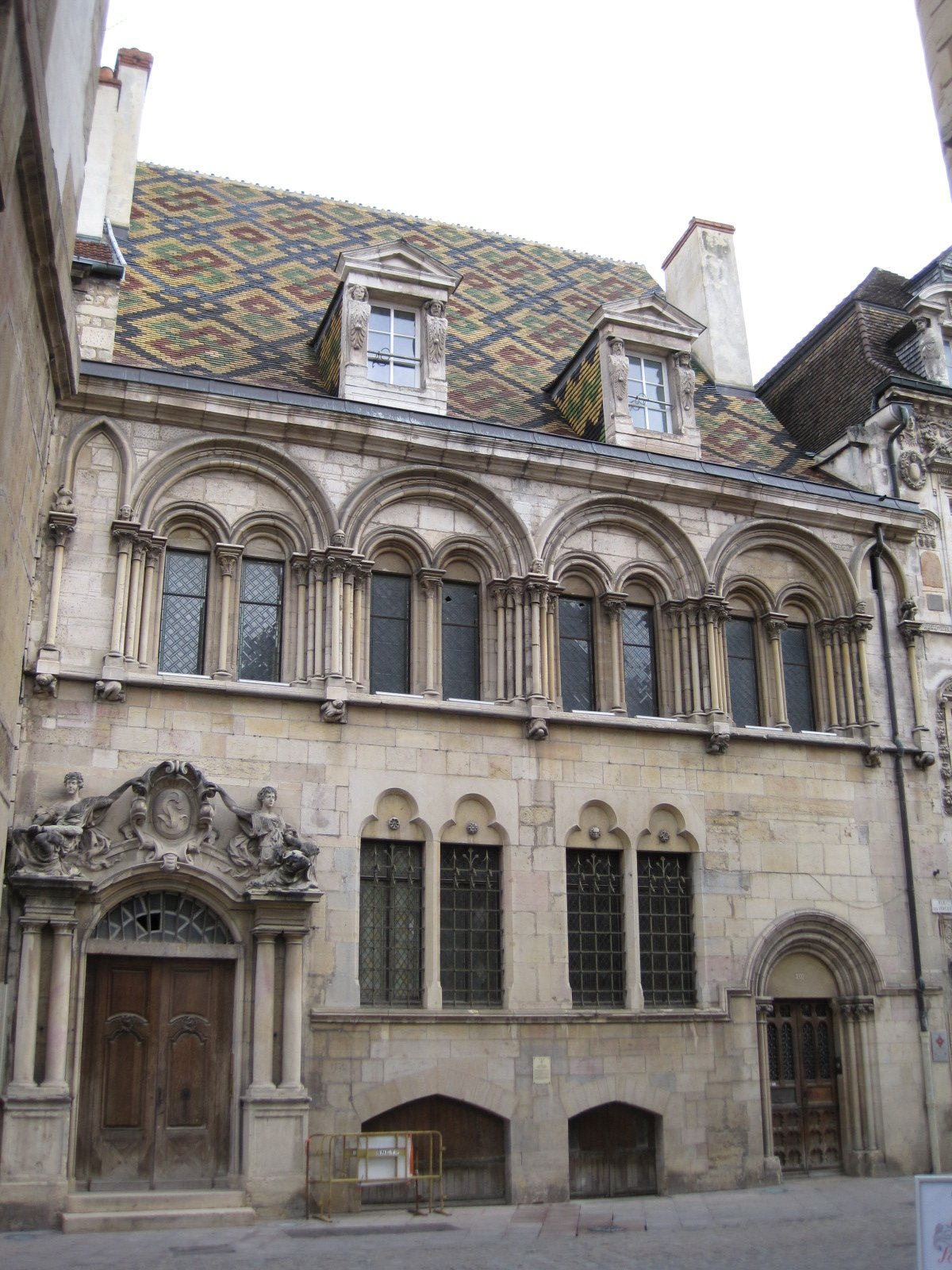
Hôtel particulier d'Aubriot en Dijon
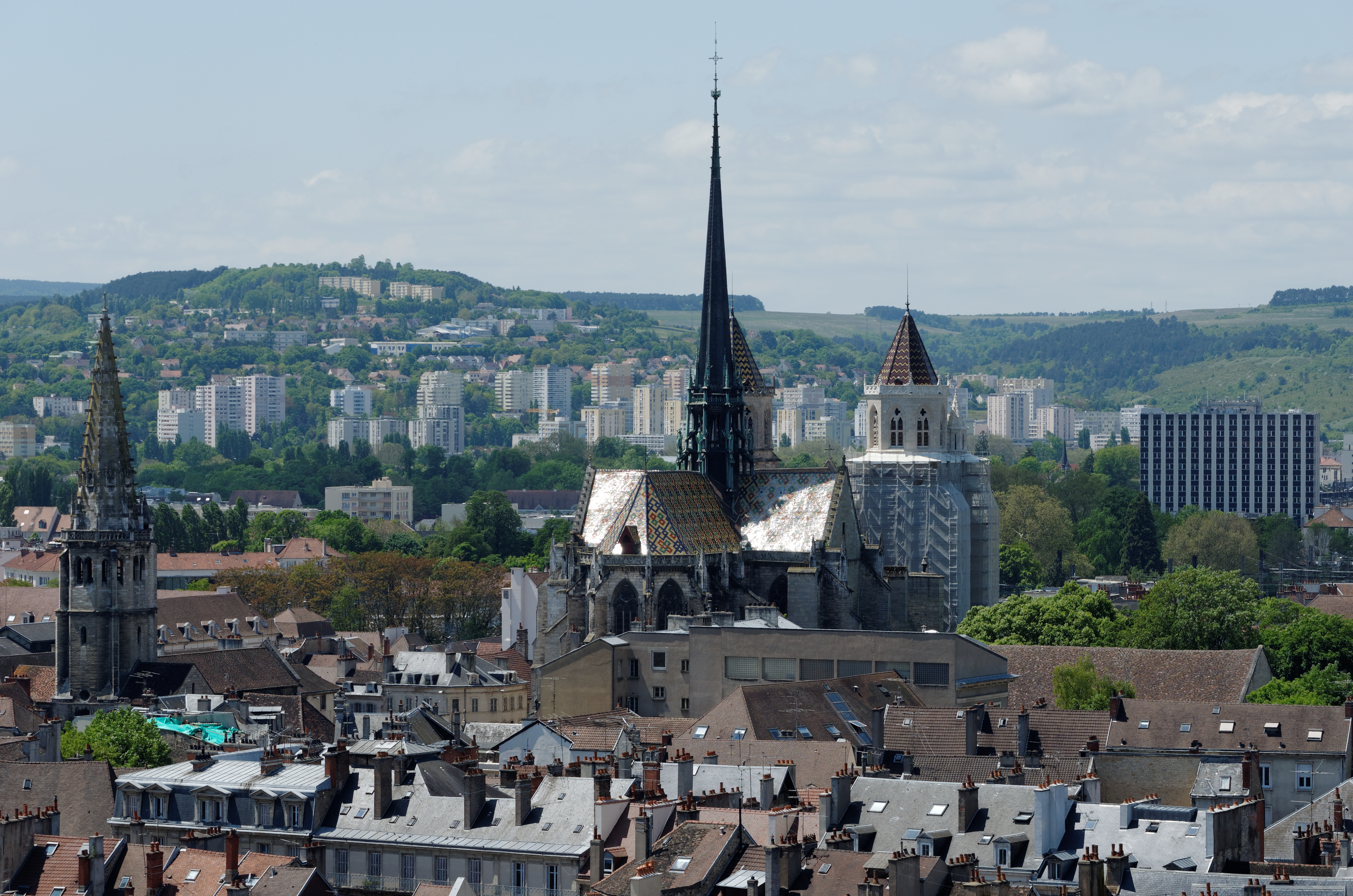
Catedral de San Benigno de Dijon

Edificios borgoñones
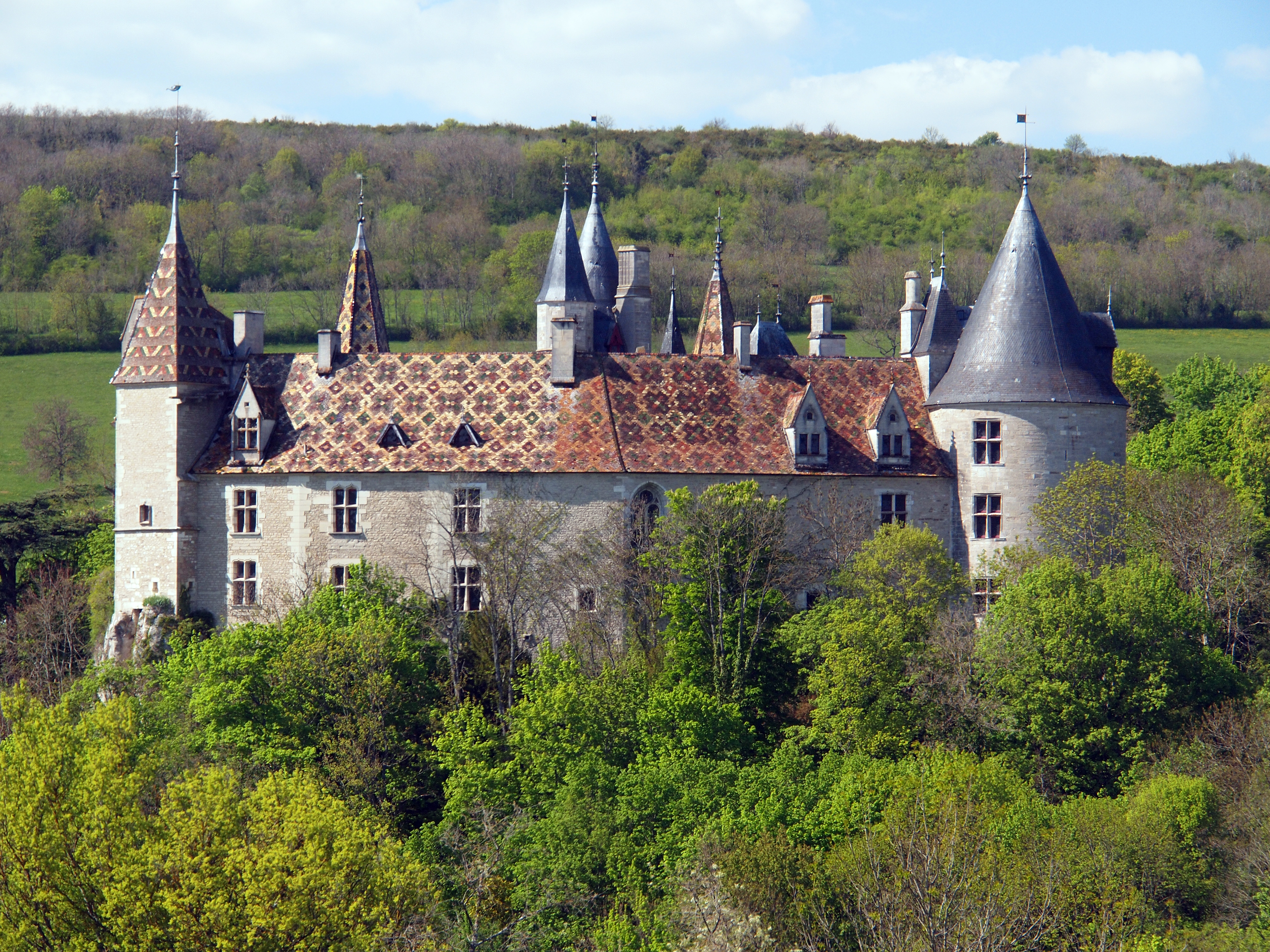
Castillo de La Rochepot
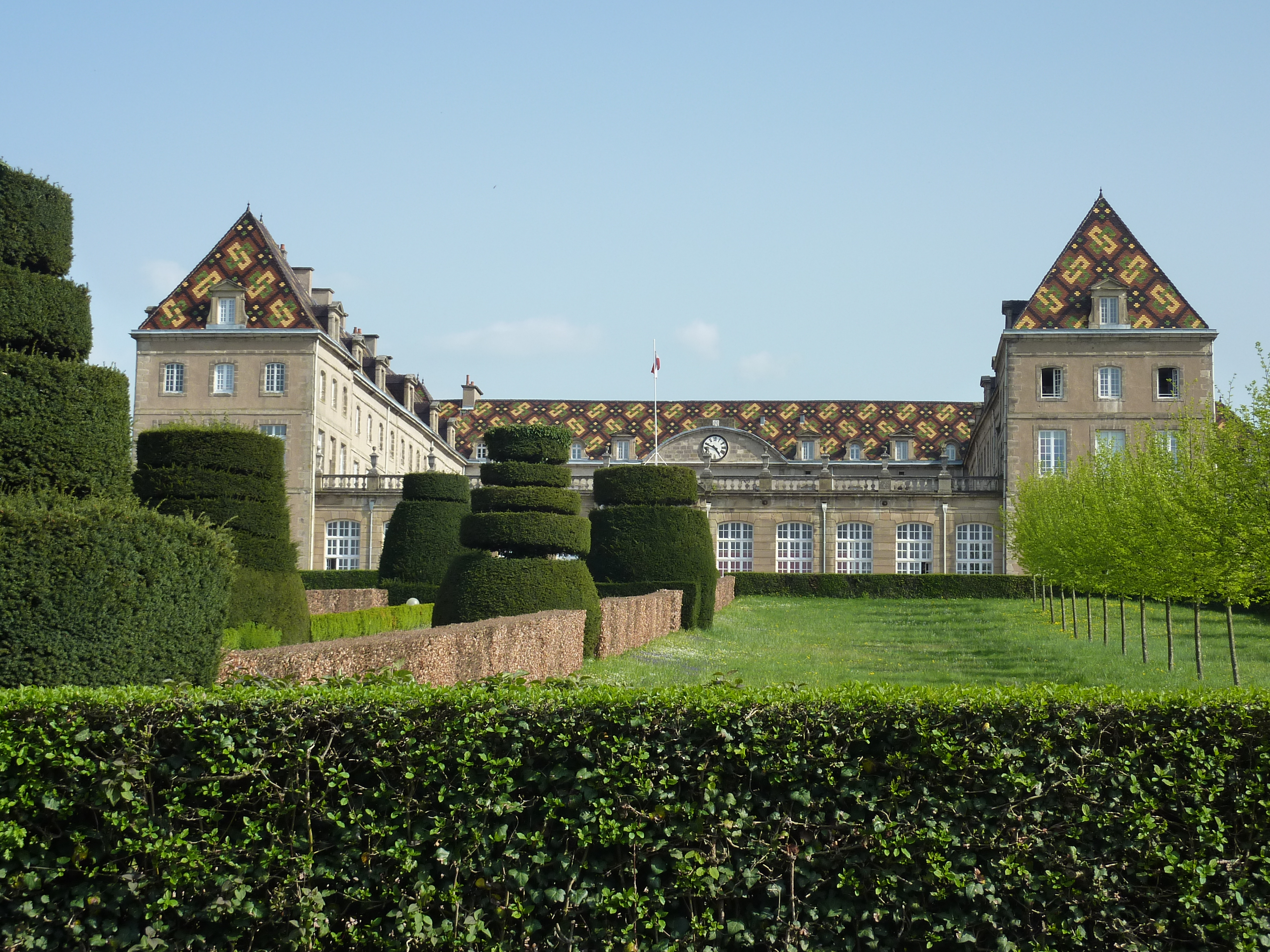
Escuela Militar de Autun
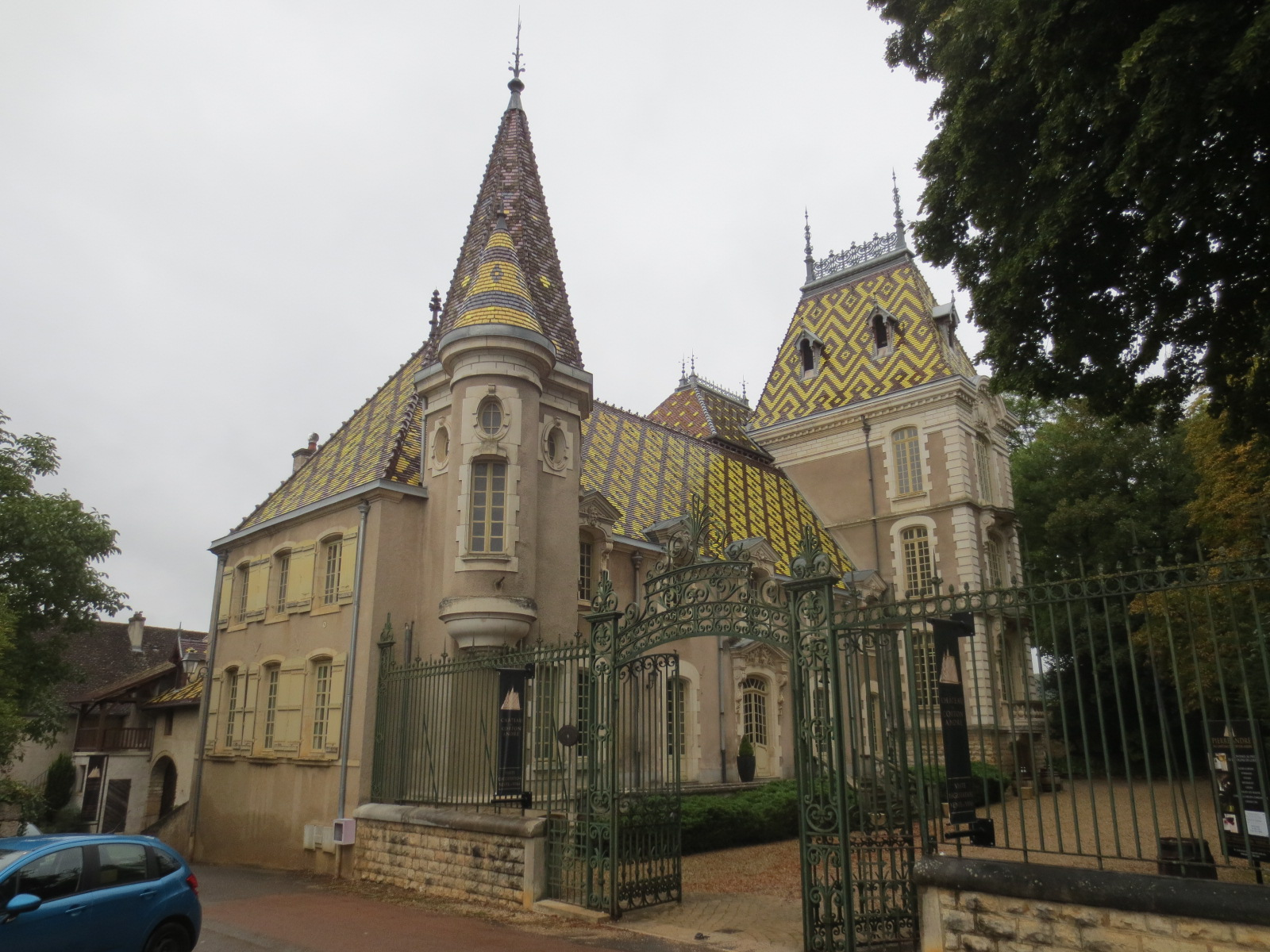
Castillo de Corton André
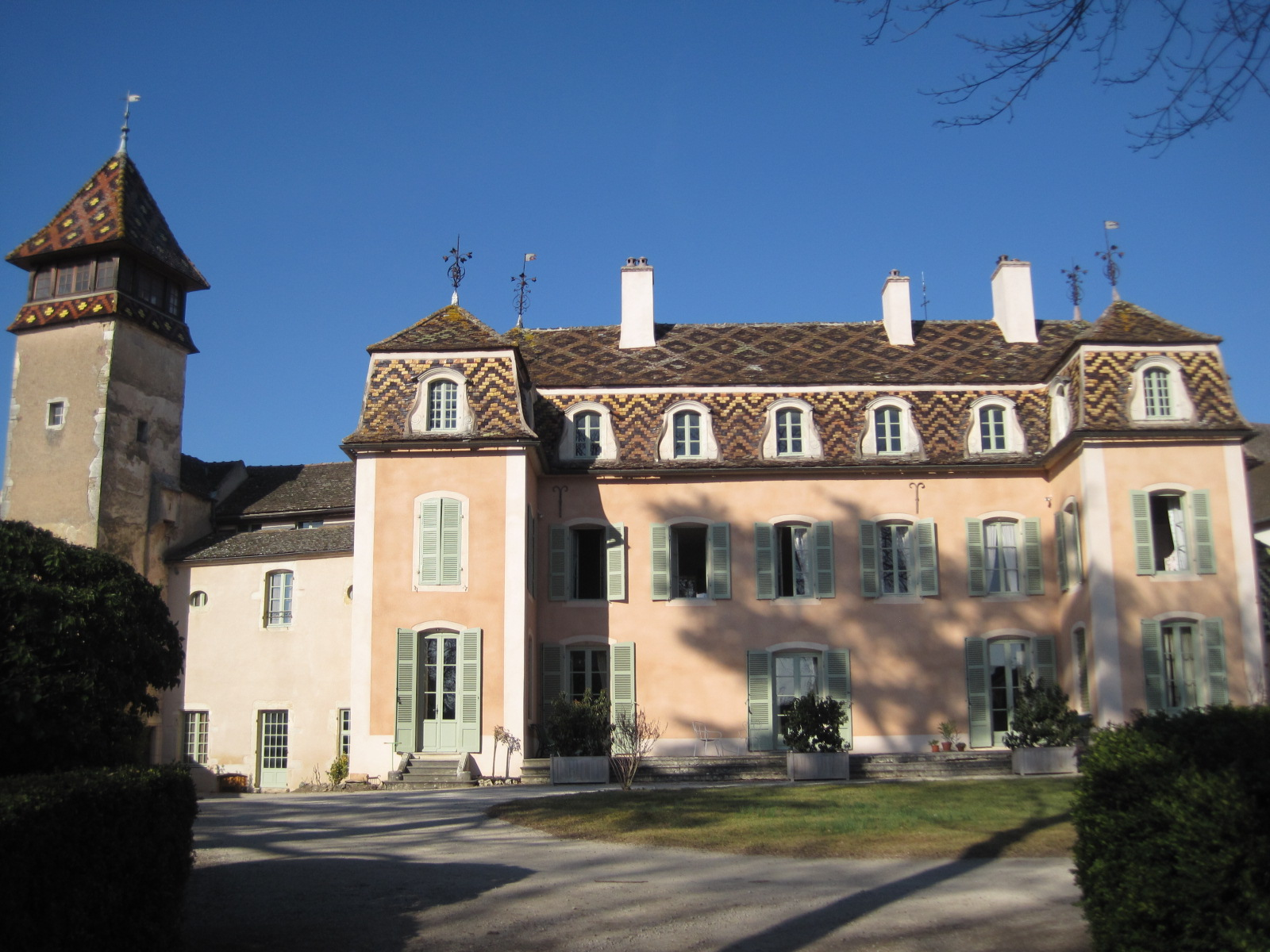
Castillo de Monthelie
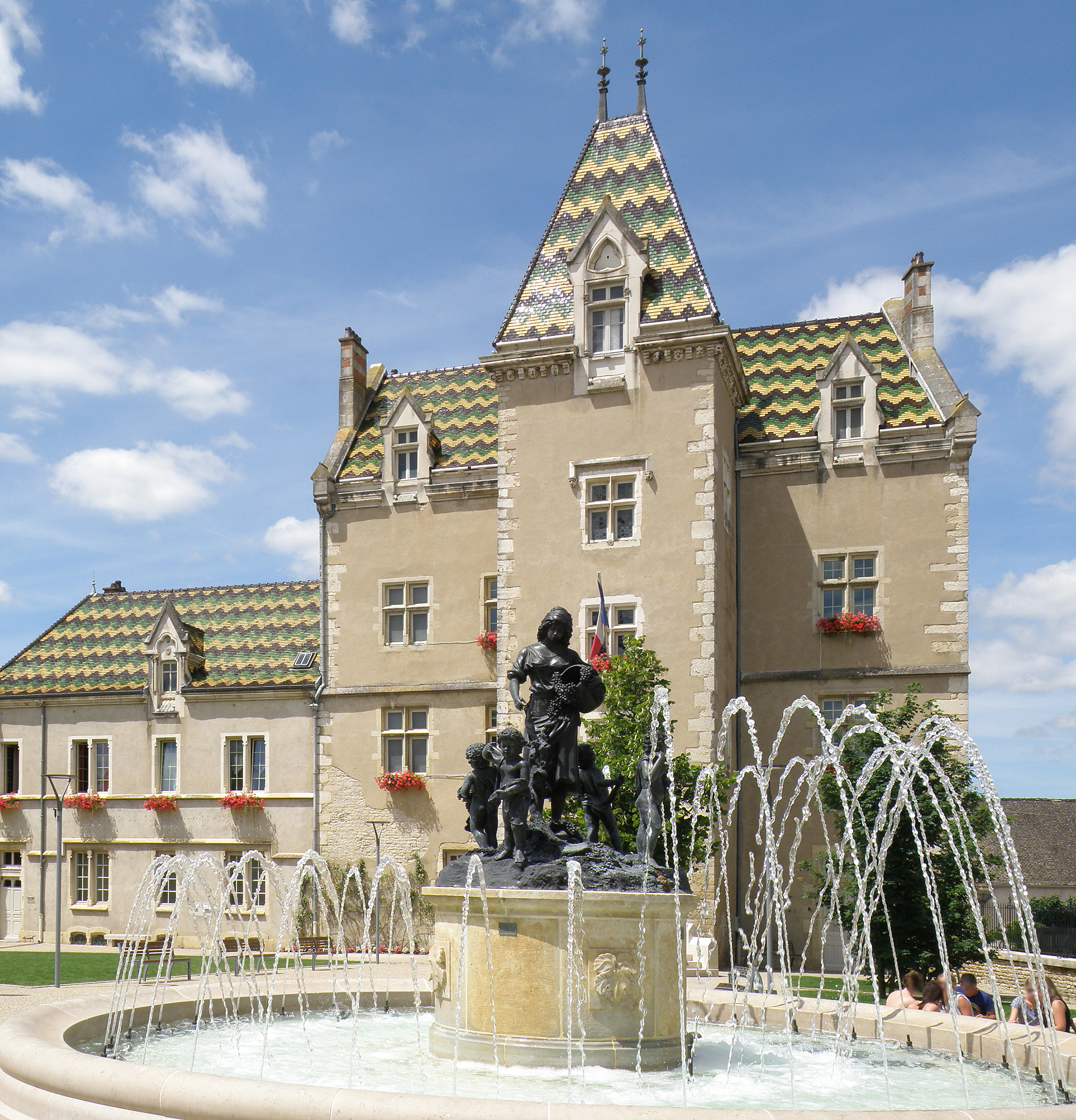
Ayuntamiento de Meursault
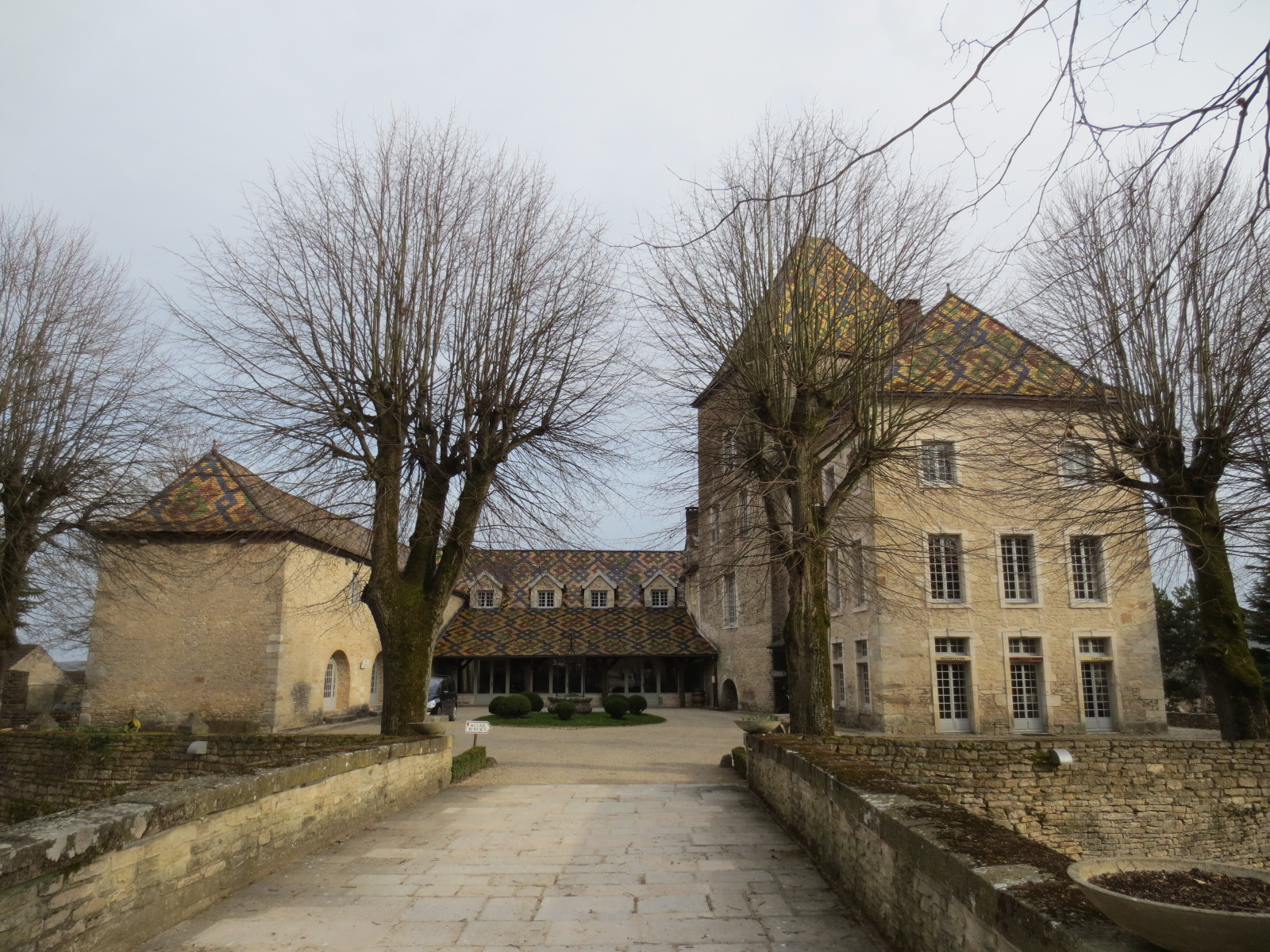
Castillo de Santenay

Iglesias borgoñonas
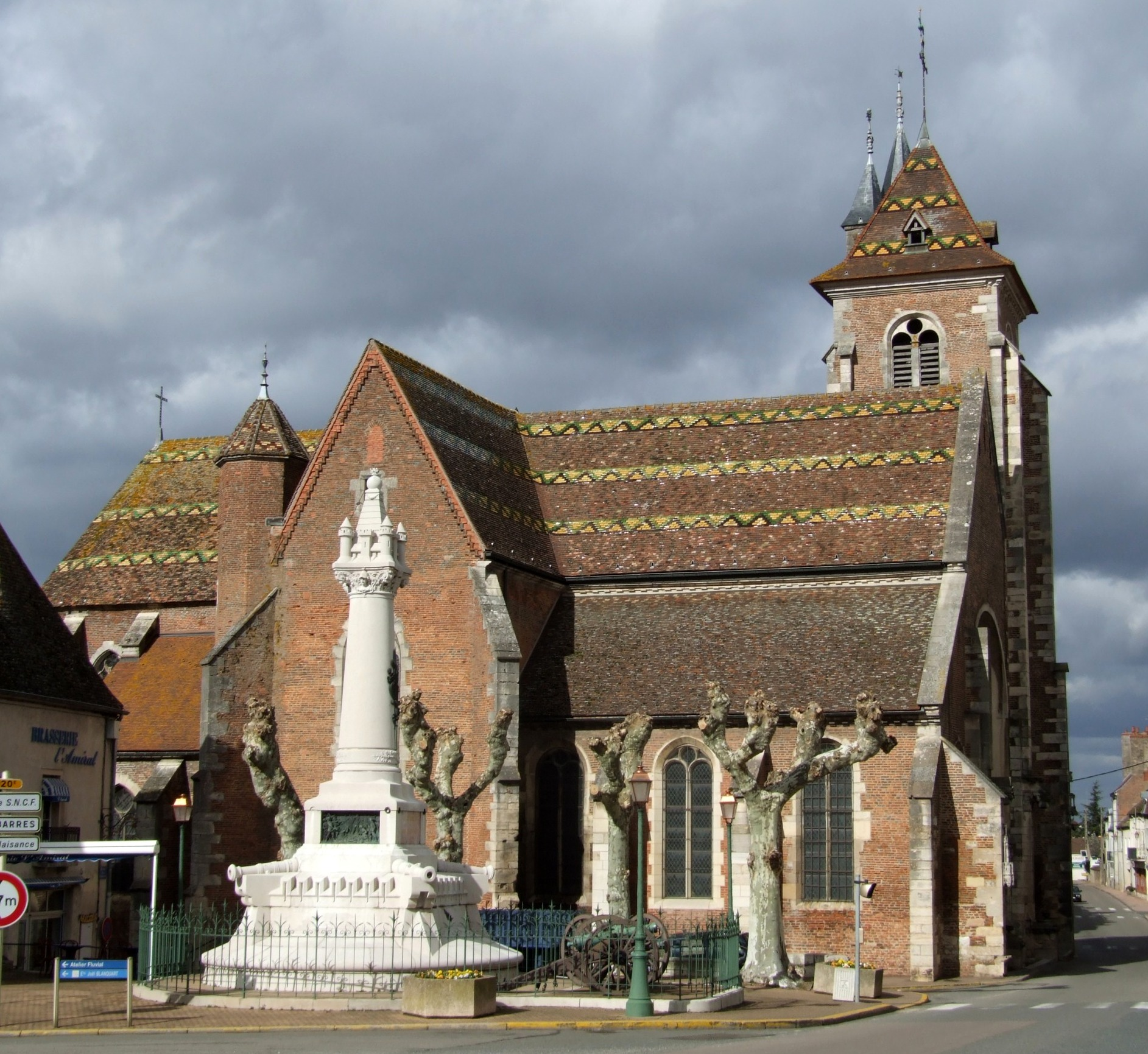
Iglesia Saint-Jean-Baptiste de Saint-Jean-de-Losne
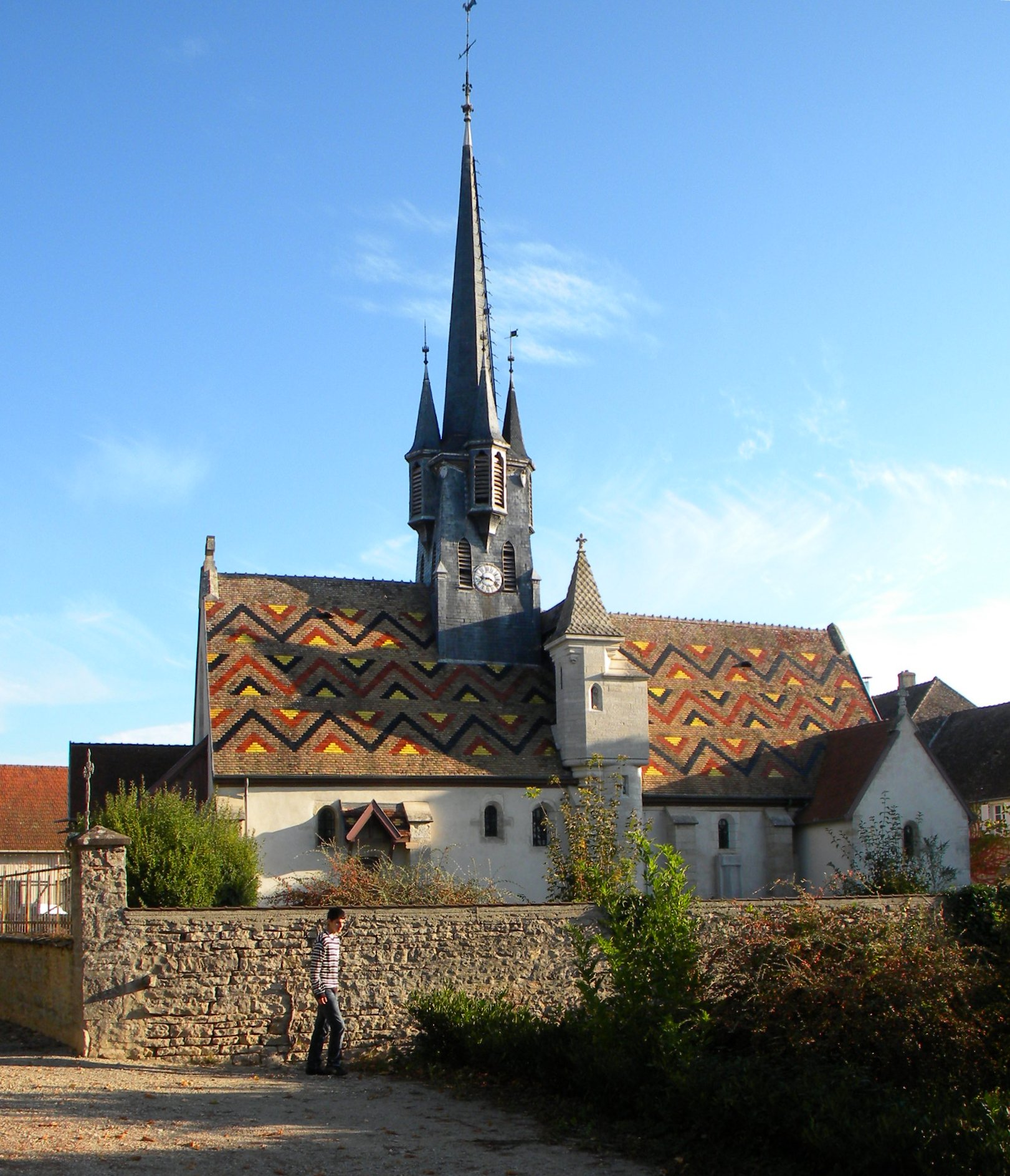
Iglesia Saint-Léger de Ruffey-lès-Beaune
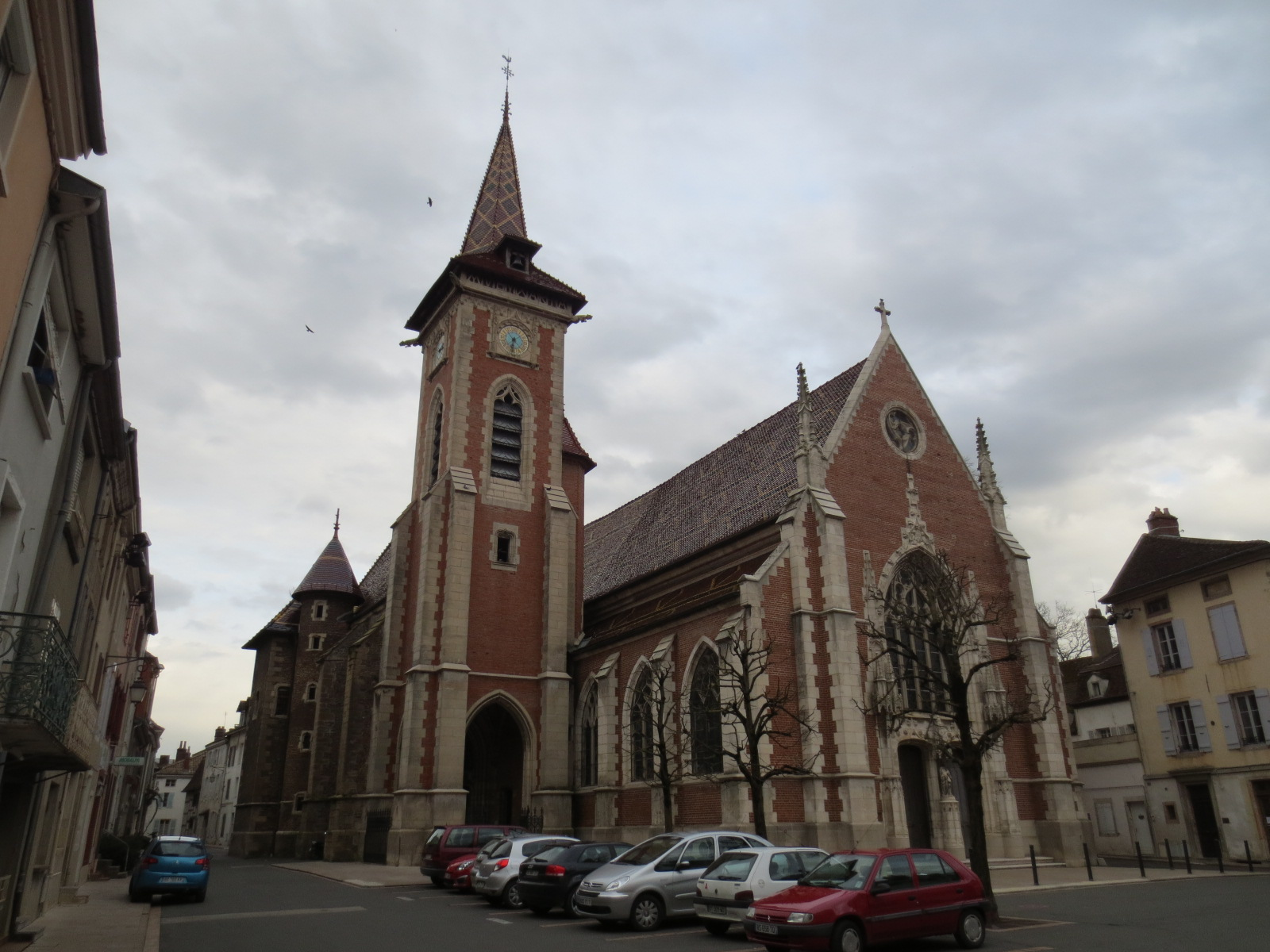
Iglesia Saint-Pierre de Louhans
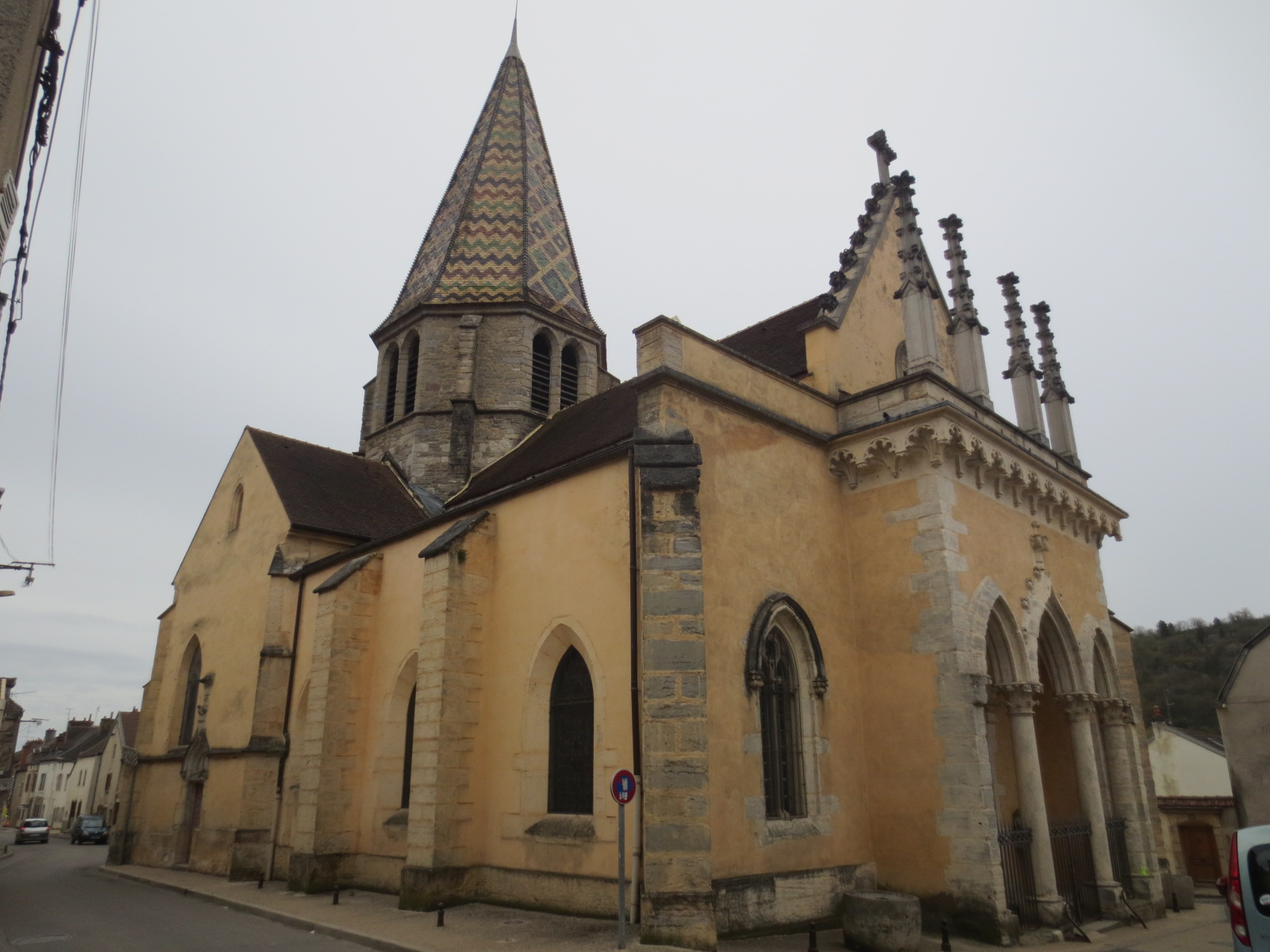
Iglesia Saint-Baudèle de Plombières-lès-Dijon
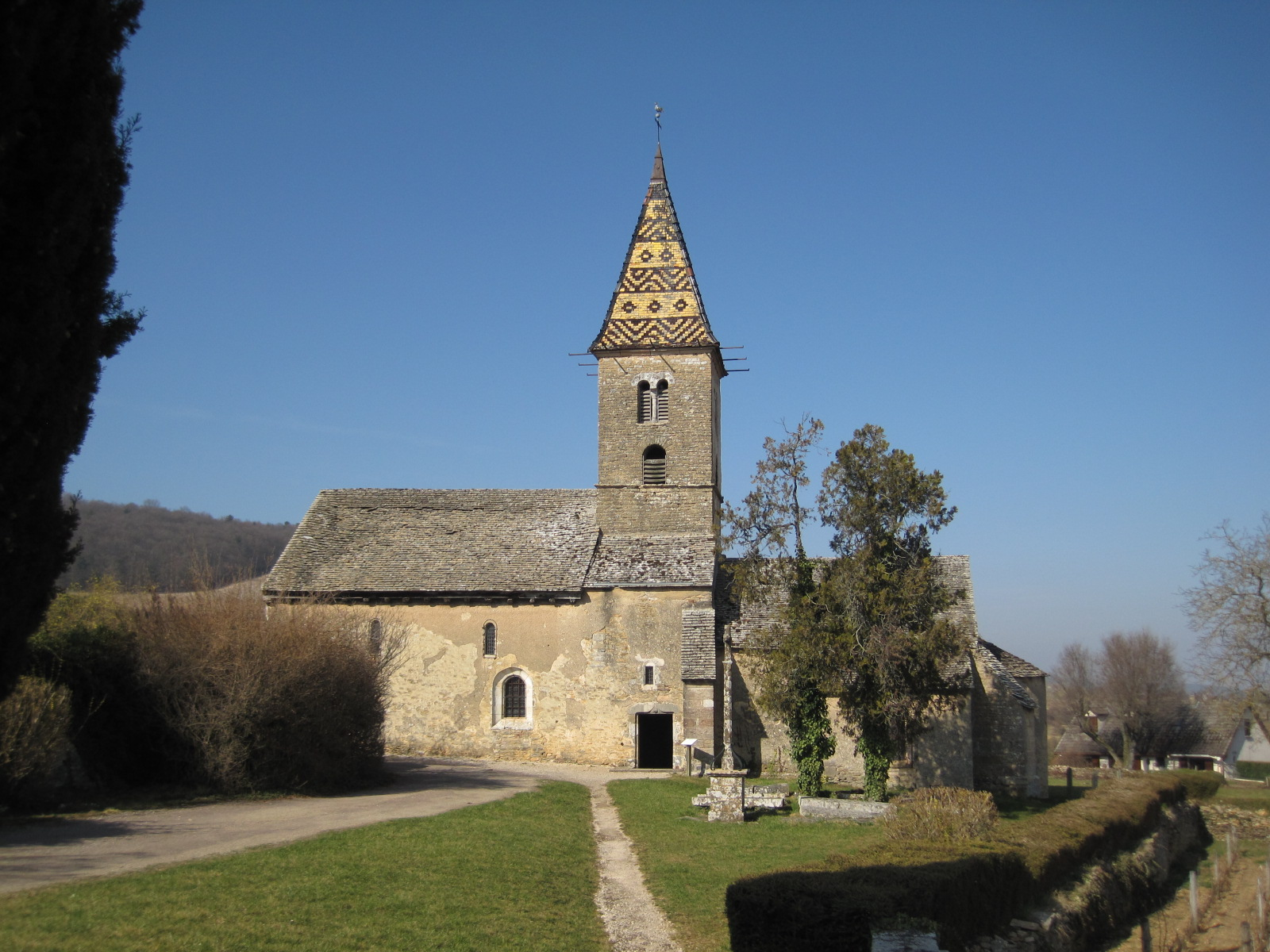
Iglesia Saint-Antoine de Fixey
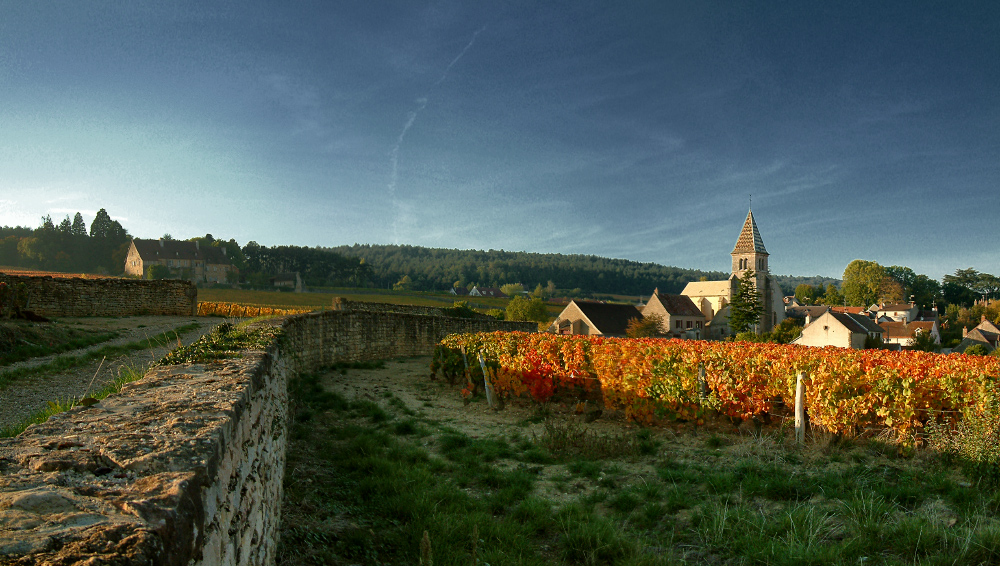
Iglesia Saint-Martin de Fixin
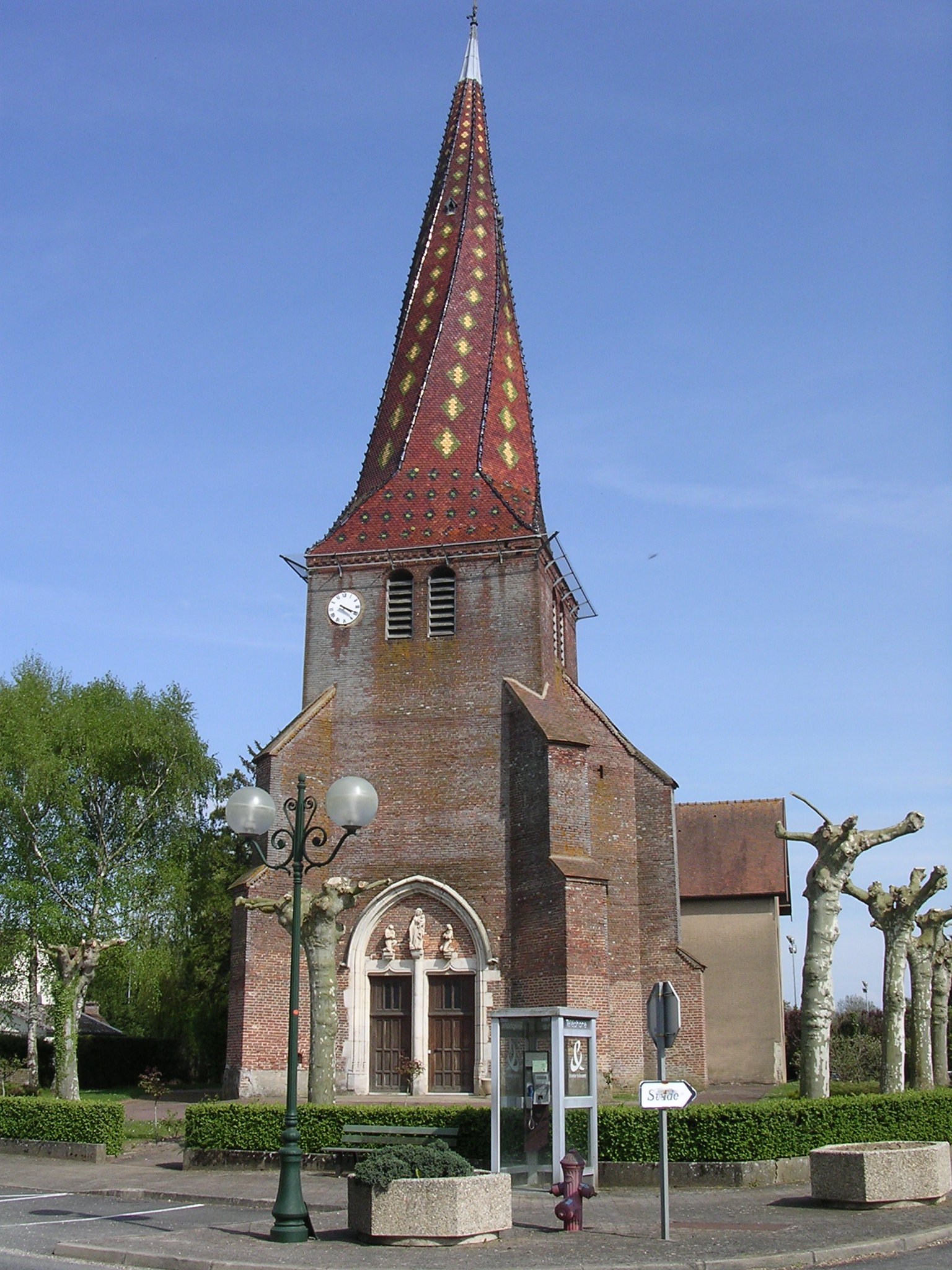
Iglesia Saint-Maurice de Mervans

## Algunos tejados policromados esmaltados fuera de Borgoña
Muchos campanarios Comtois del Franco Condado y en otros lugares también esmaltados con motivos a partir del siglo XVIII y la arquitectura tradicional alsaciana integra las tejas alsacianas esmaltadas con motivos en sus monumentos ...

Tejados en el resto de Francia
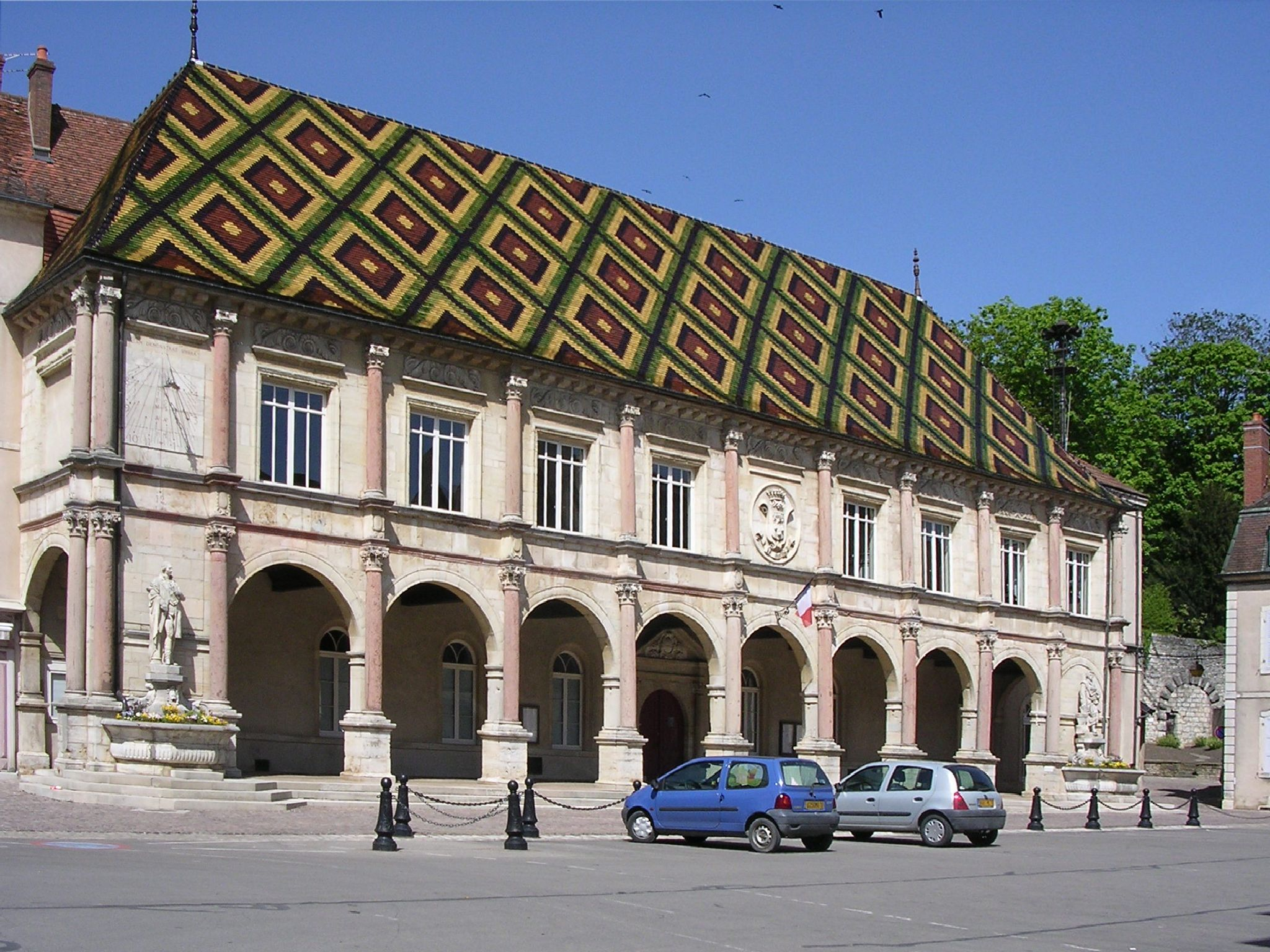
Ayuntamiento de Gray
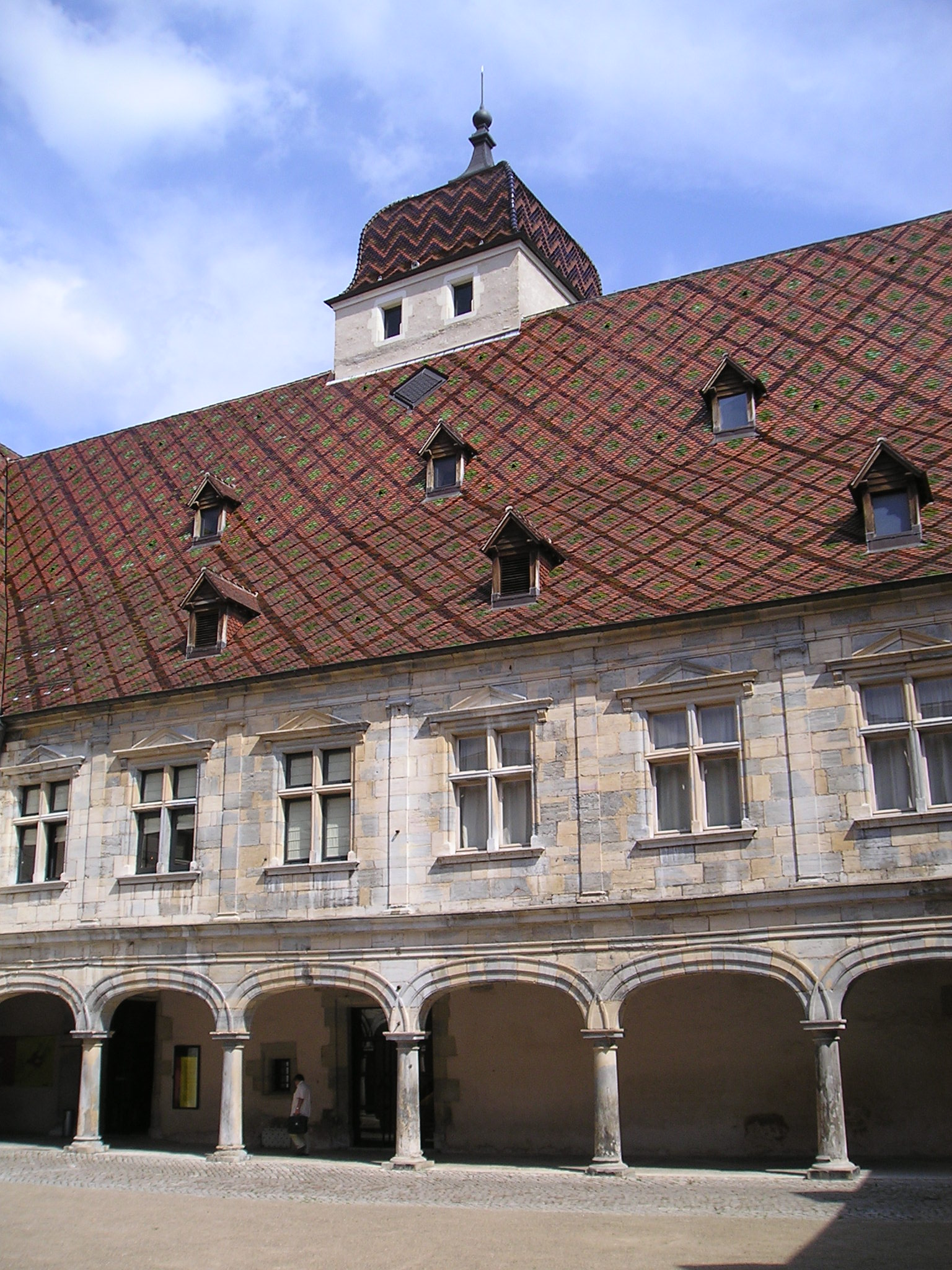
Palacio Granvelle de Besançon
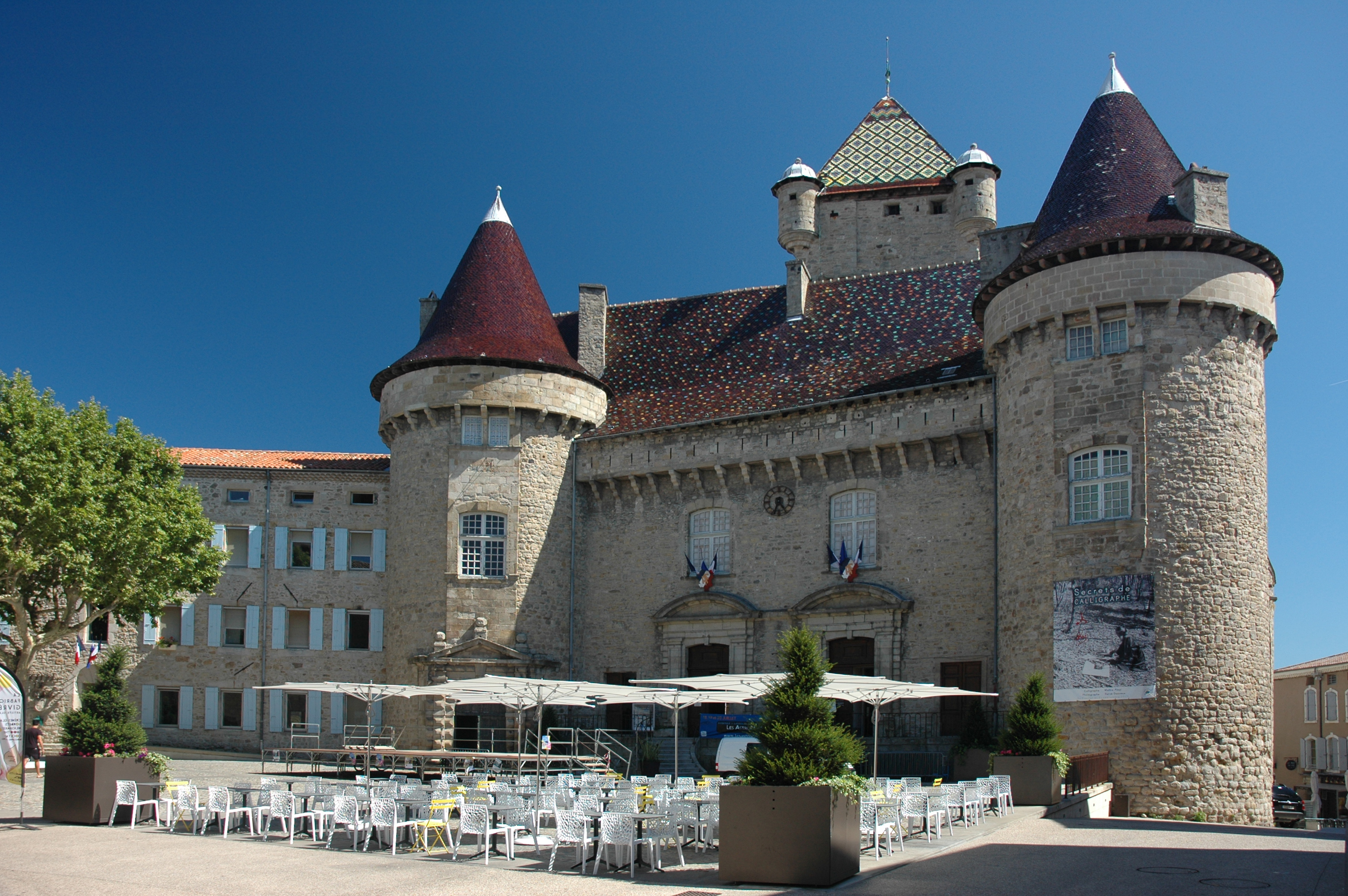
Castillo de Aubenas en Ardèche
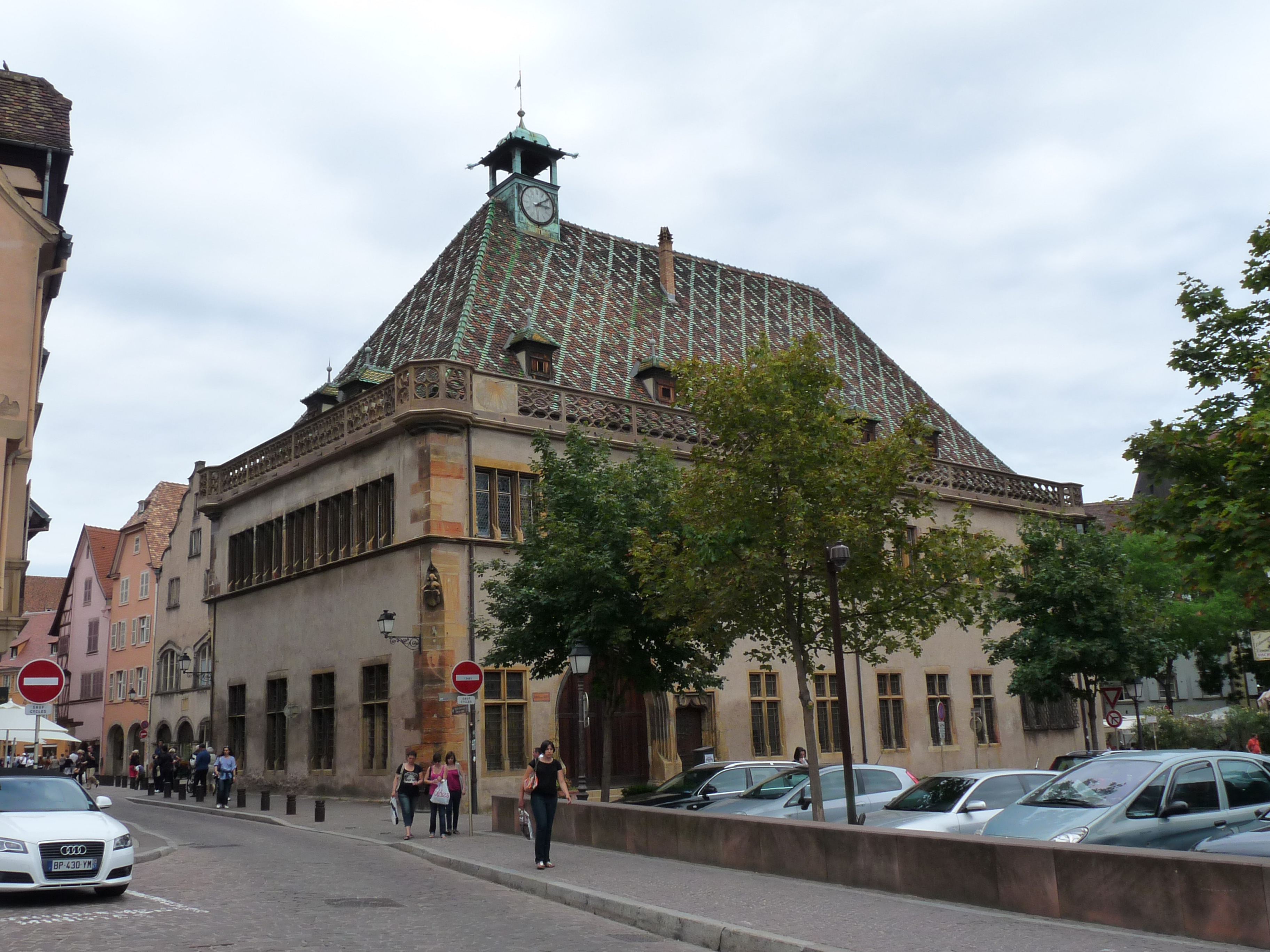
Antigua aduana / Koïfhus de Colmar
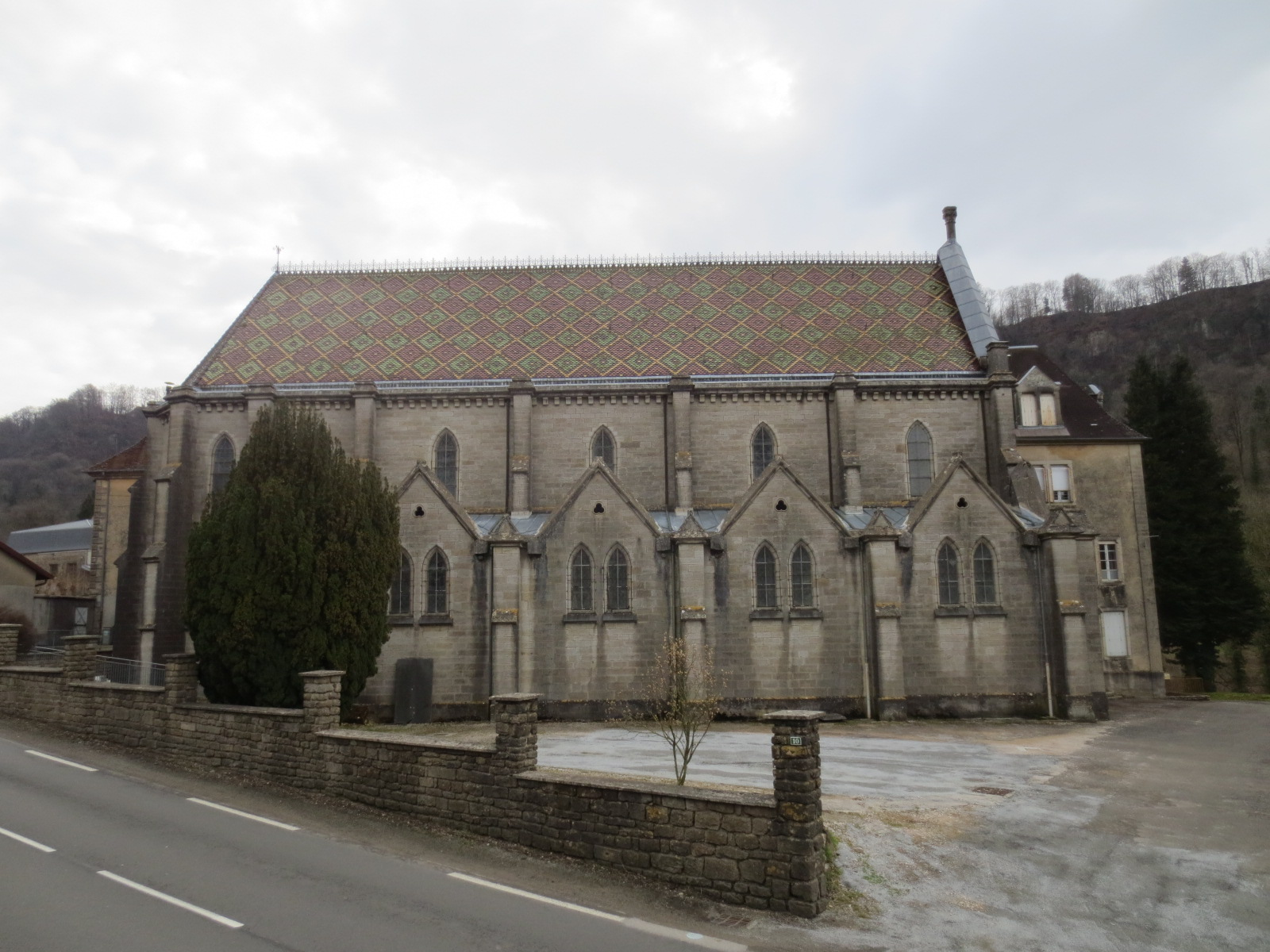
Priorato de Vaux-sur-Poligny
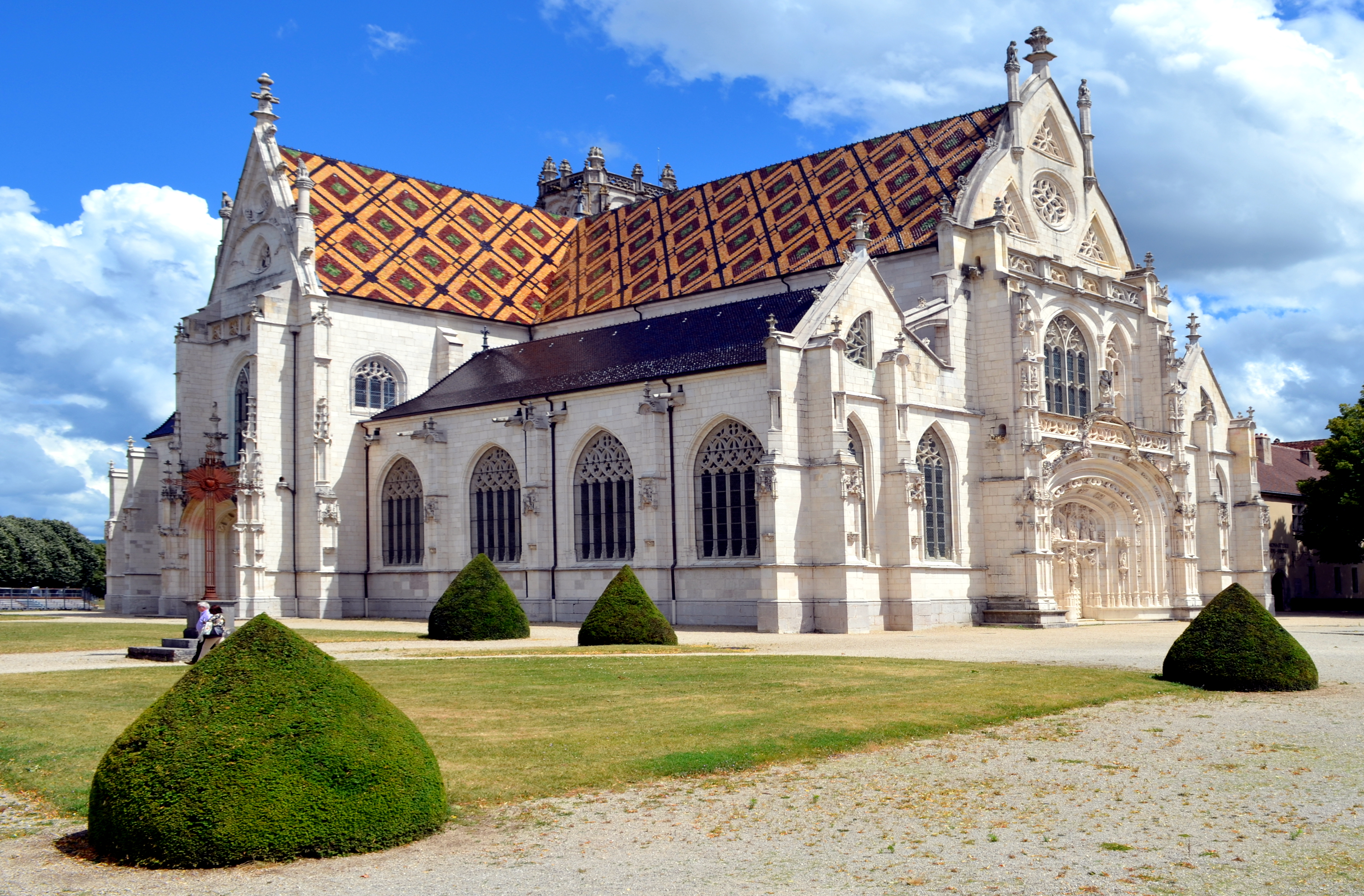
Real Monasterio de Brou y Iglesia Saint-Nicolas-de-Tolentin de Brou
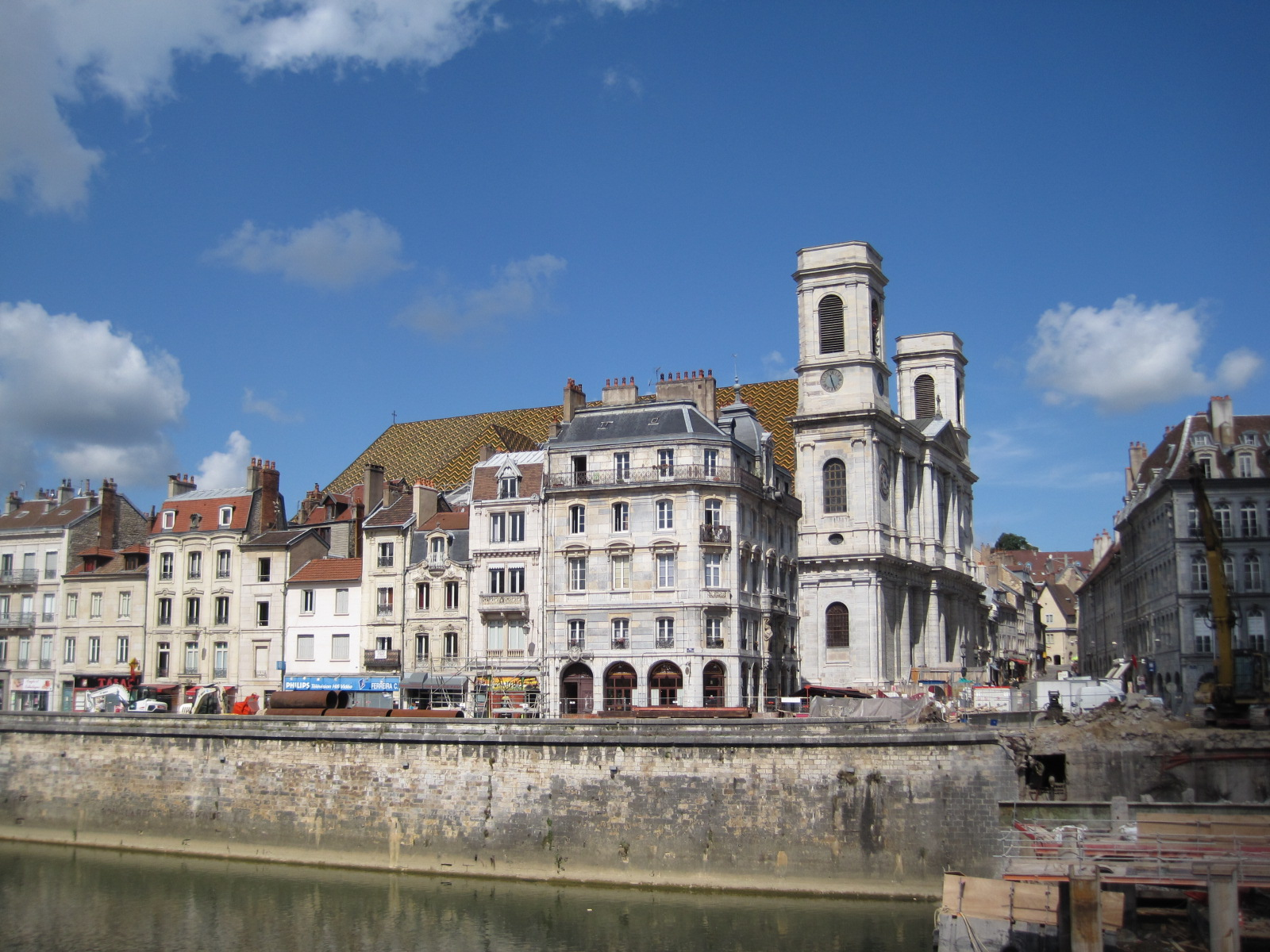
Iglesia Sainte-Madeleine de Besançon
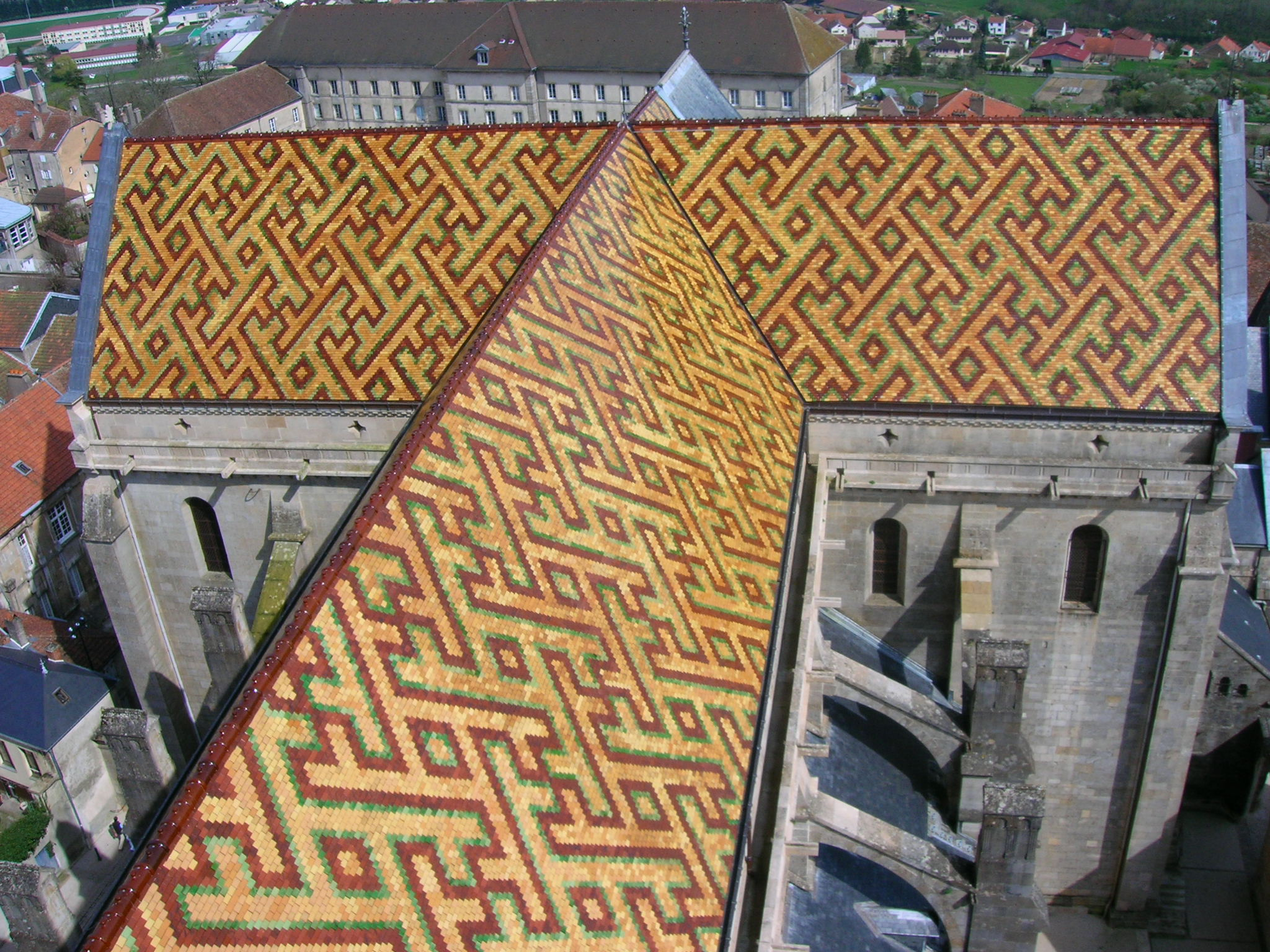
Catedral de Langres
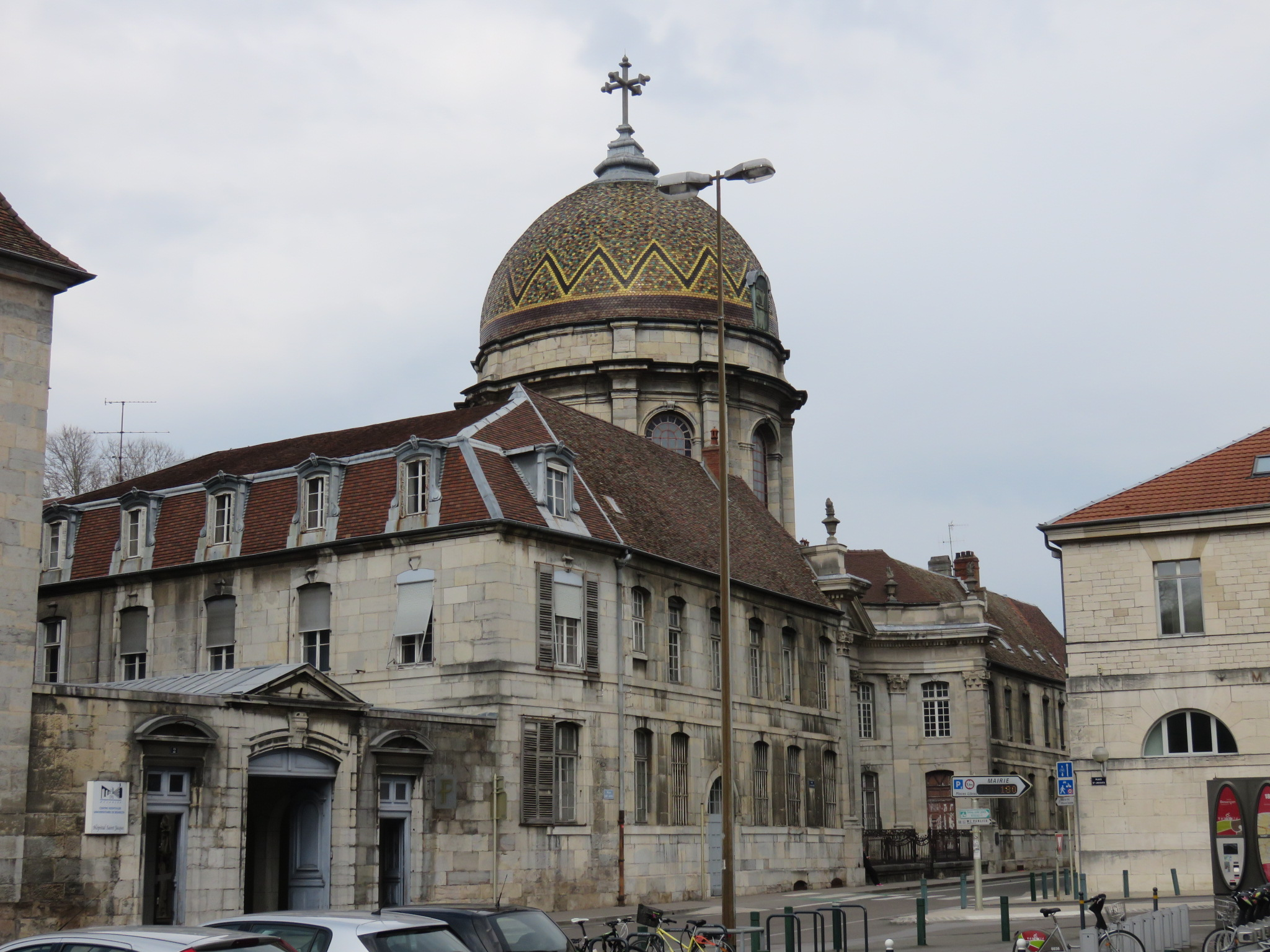
Capilla Notre-Dame-du-Foyer de Besançon
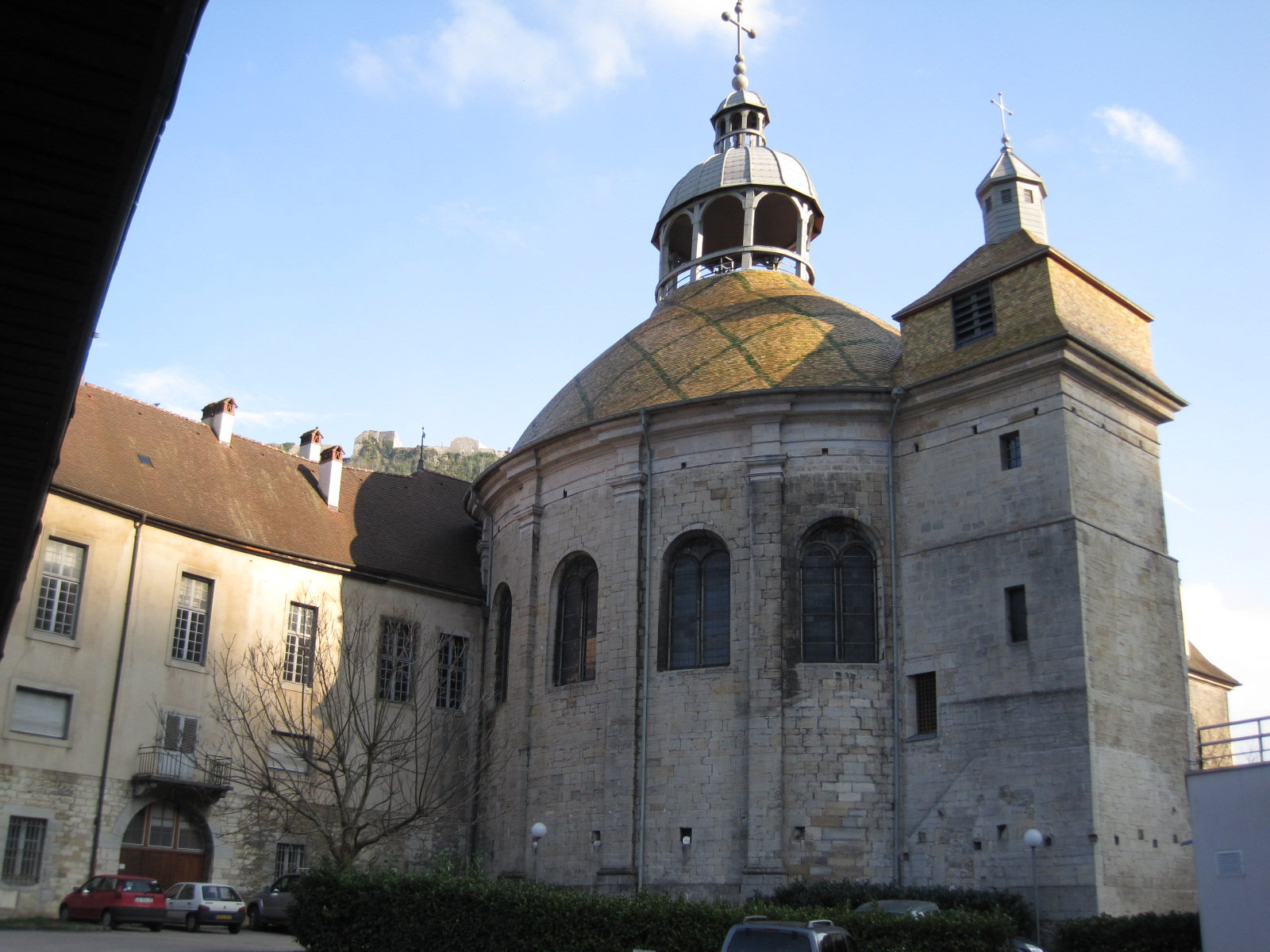
Capilla de Nuestra Señora Liberadora de Salins-les-Bains
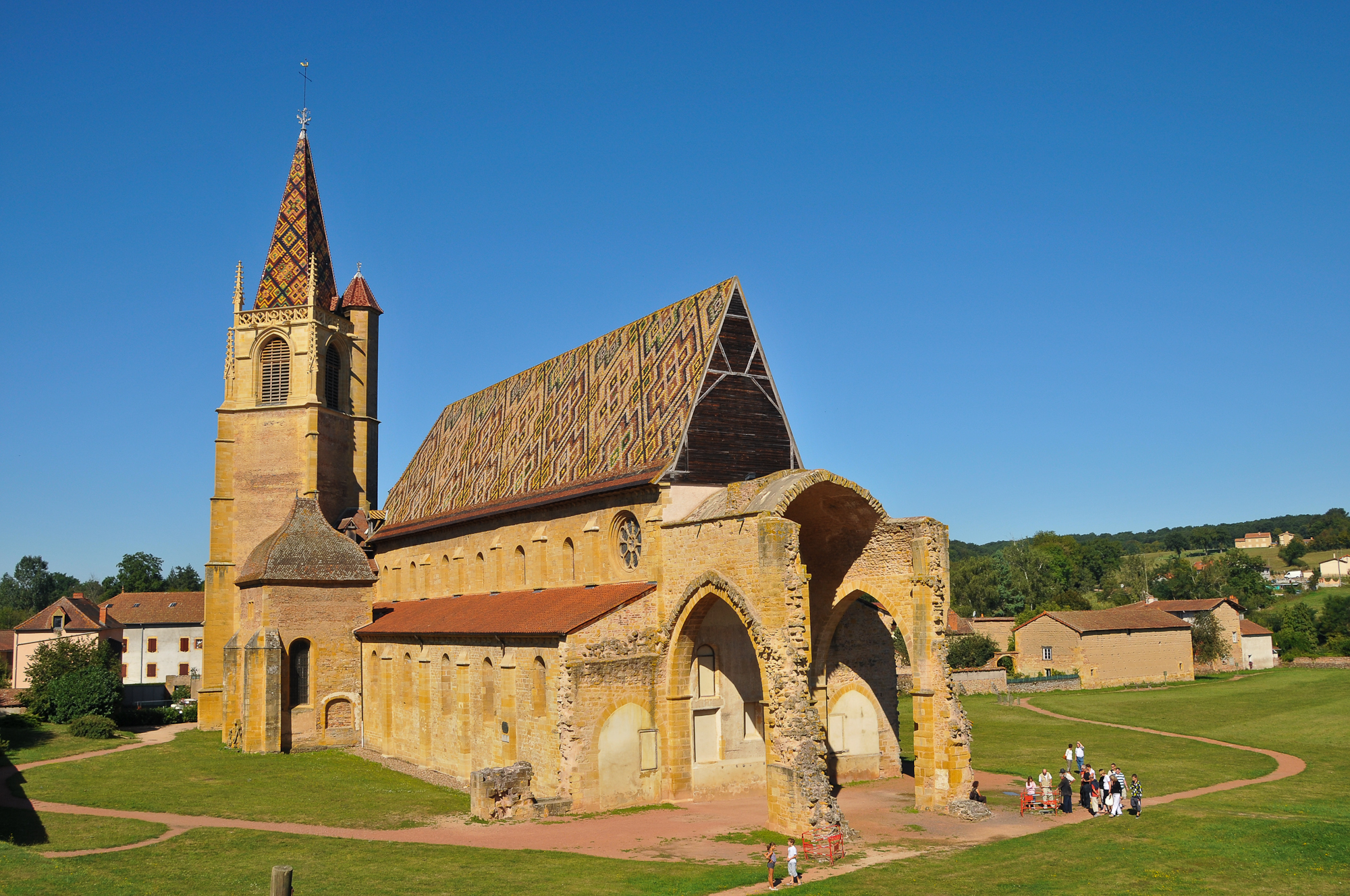
Abadía de  la Bénisson-Dieu en Loire
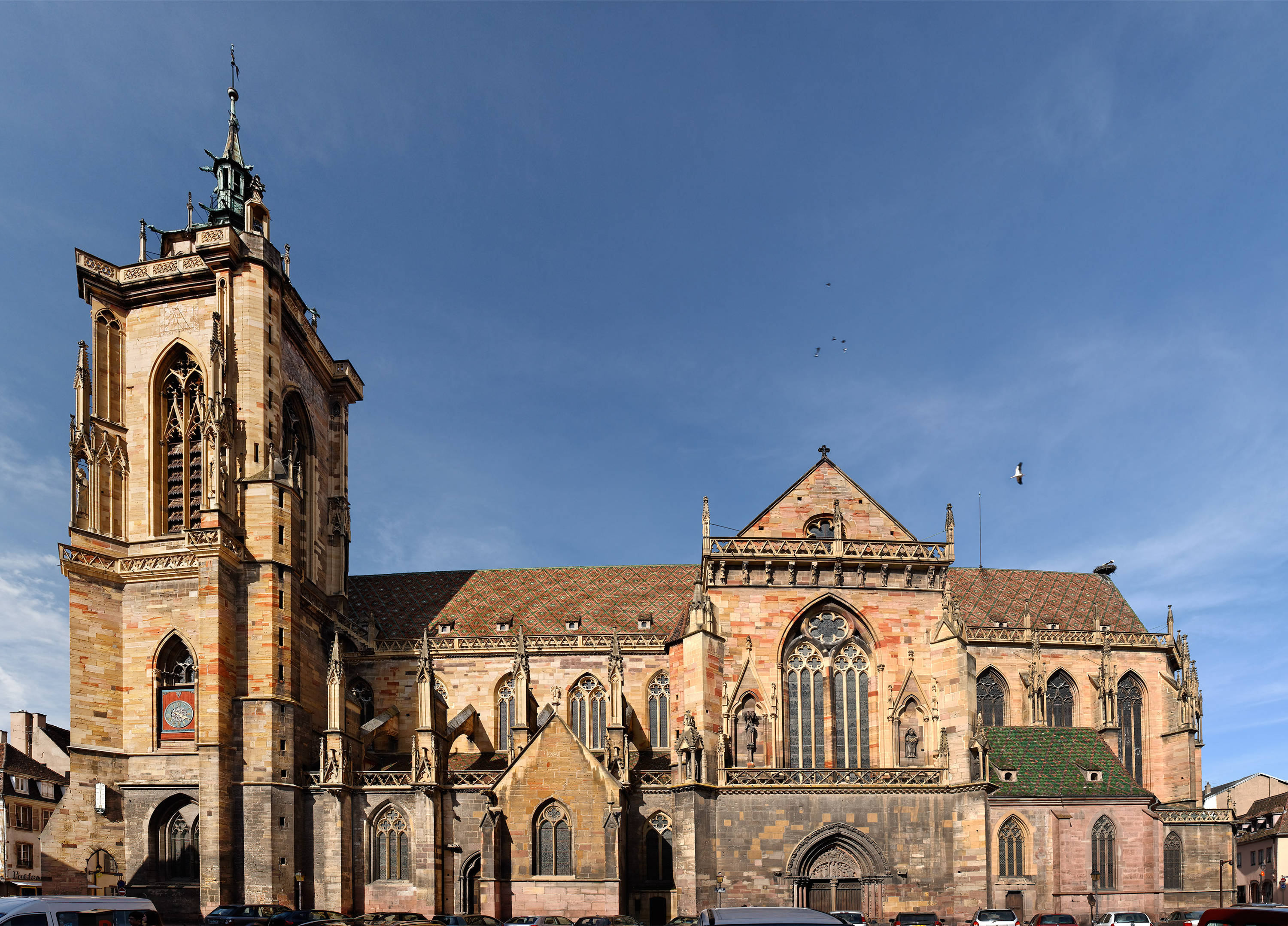
Colegiata Saint-Martin de Colmar
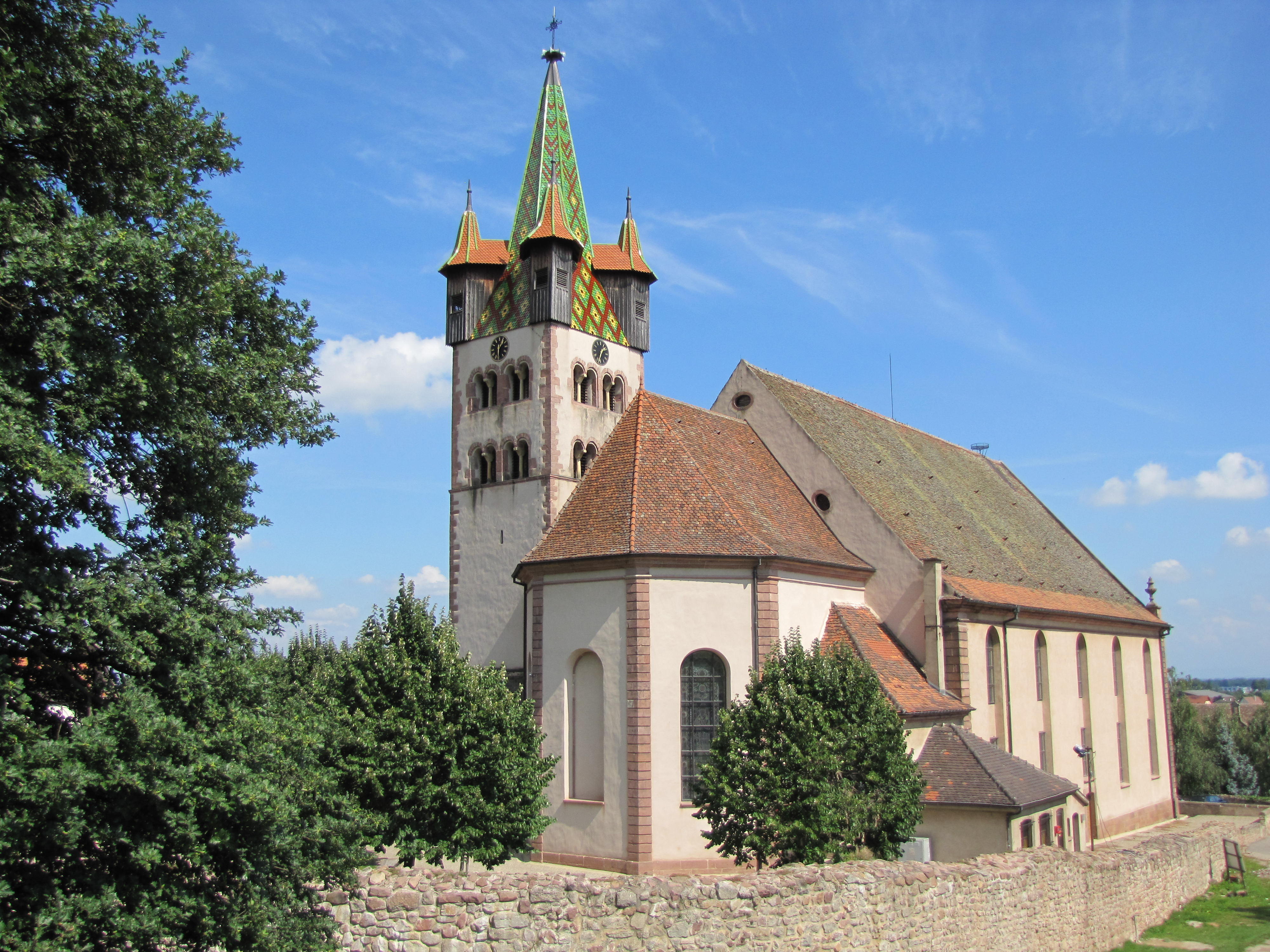
Iglesia Saint-Georges de Châtenois

Tejados fuera de Francia
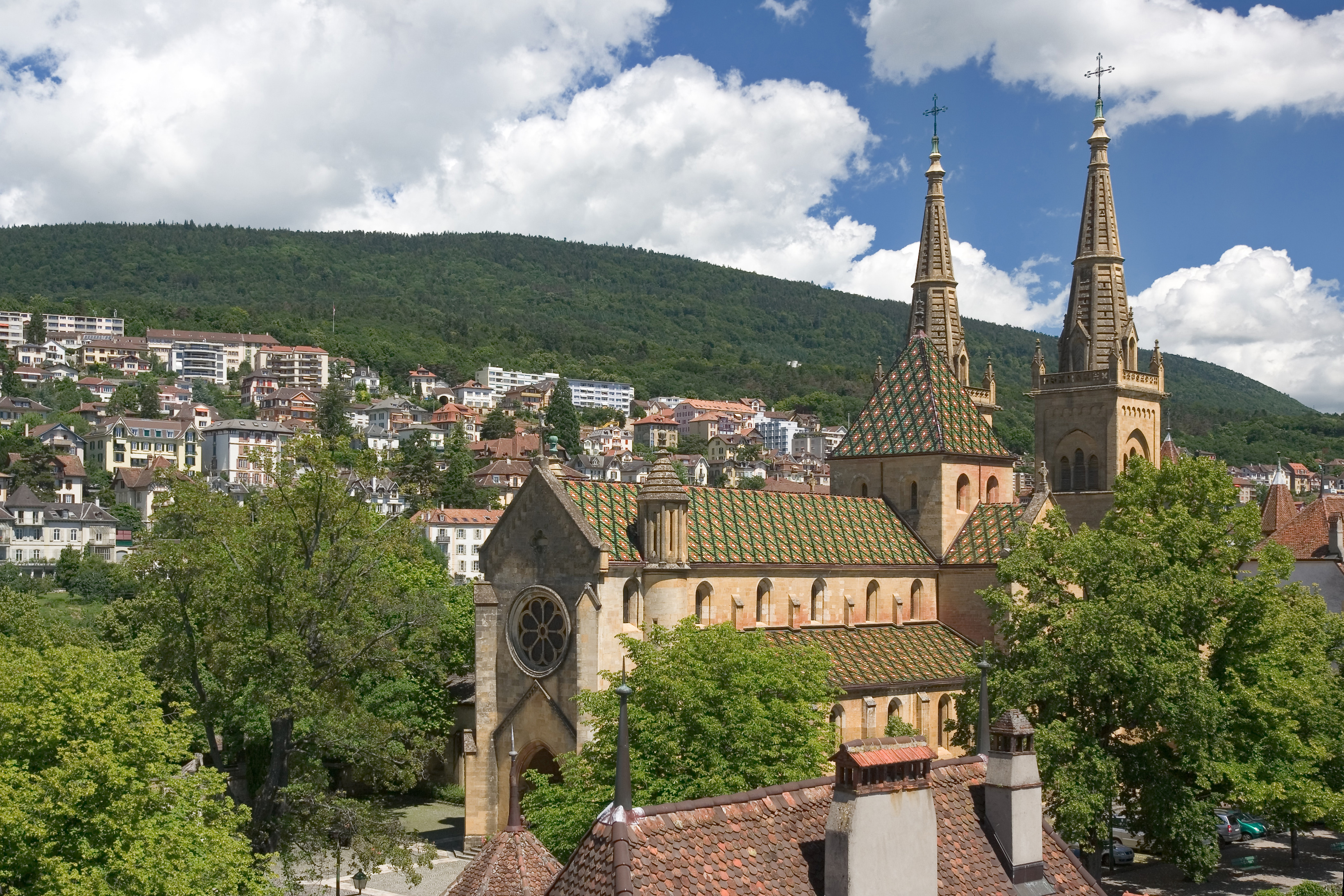
Colegiata de Neuchâtel
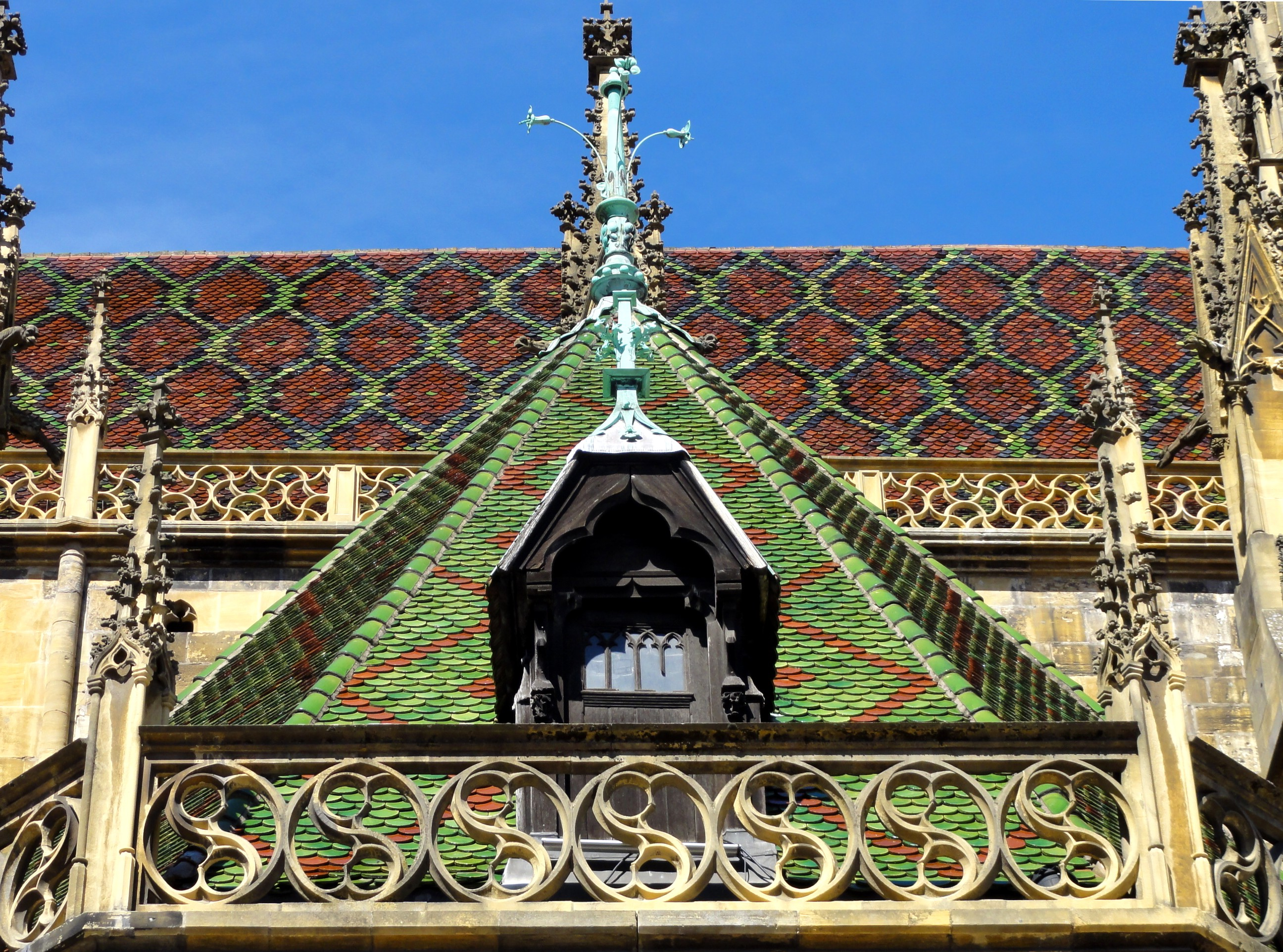
Colegiata de Saint-Thiébaut de Thann
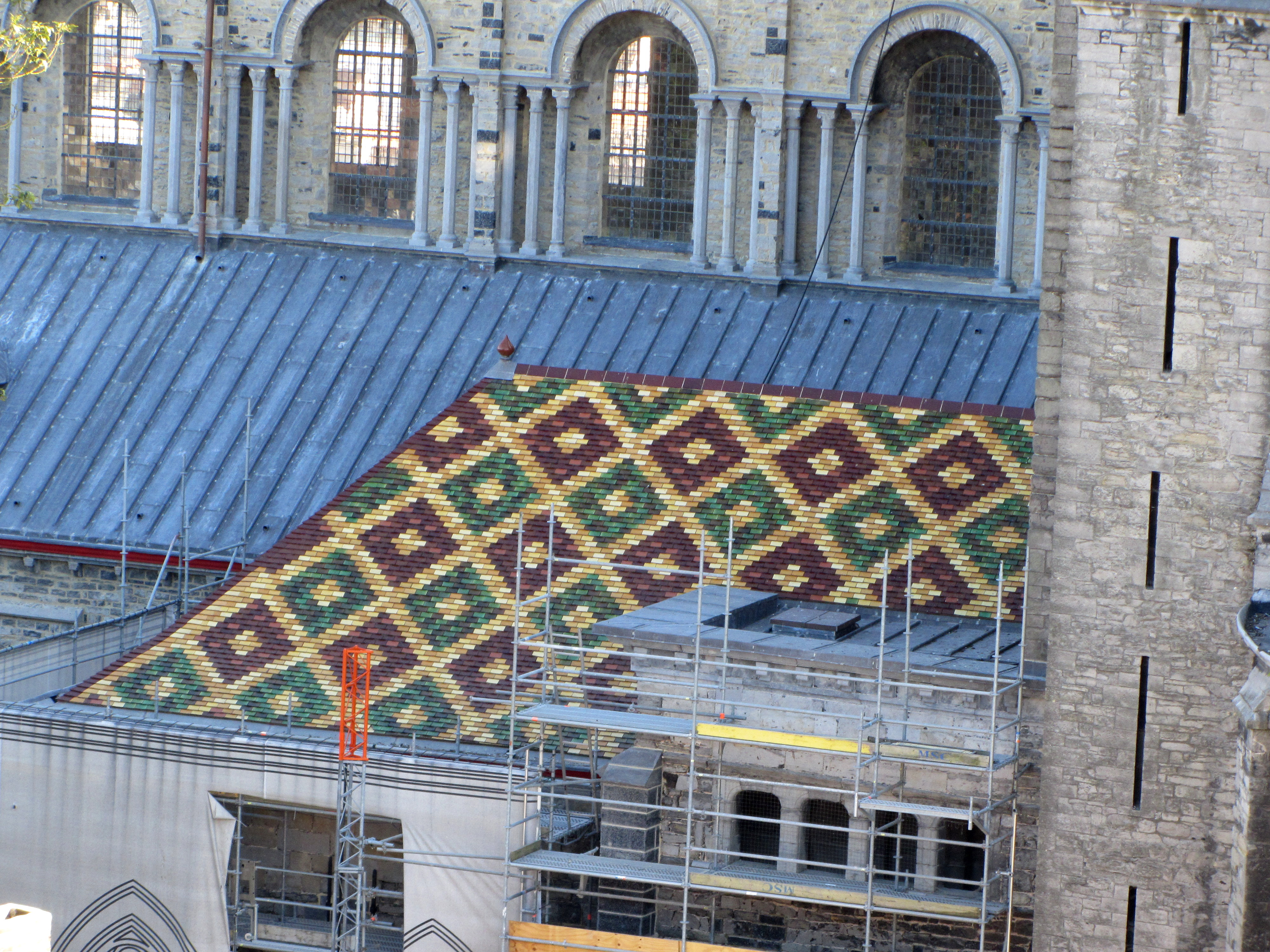
Catedral de Tournai
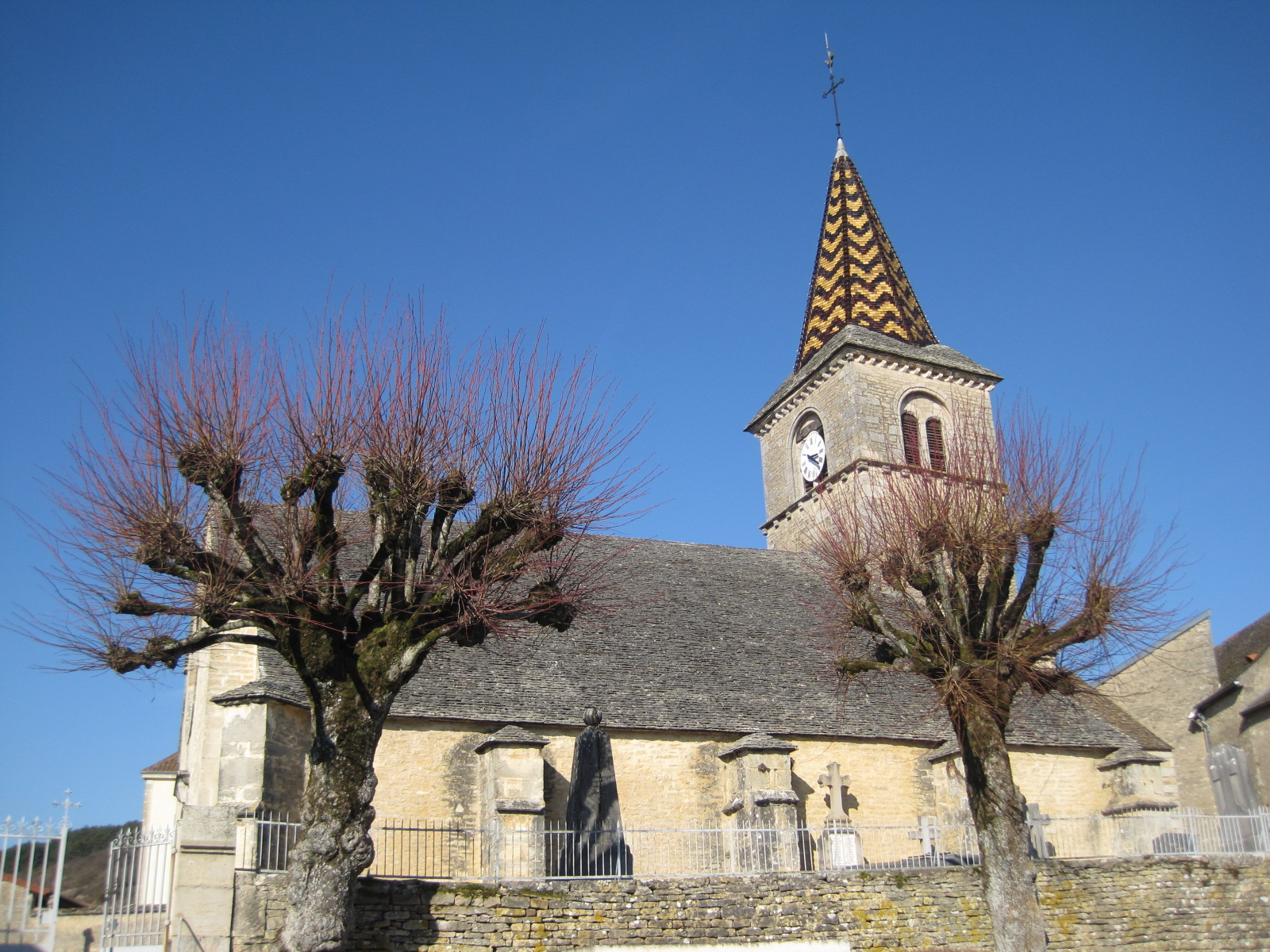
Iglesia de Saint-Germain-d'Auxerre de Monthelie

Durante su restauración a principios de la década de 2000, los elementos de cubierta de la catedral de Notre-Dame de Tournai en Bélgica fueron  recubiertas con tejas esmaltadas multicolores con patrones en forma de diamante.